# TT Assen

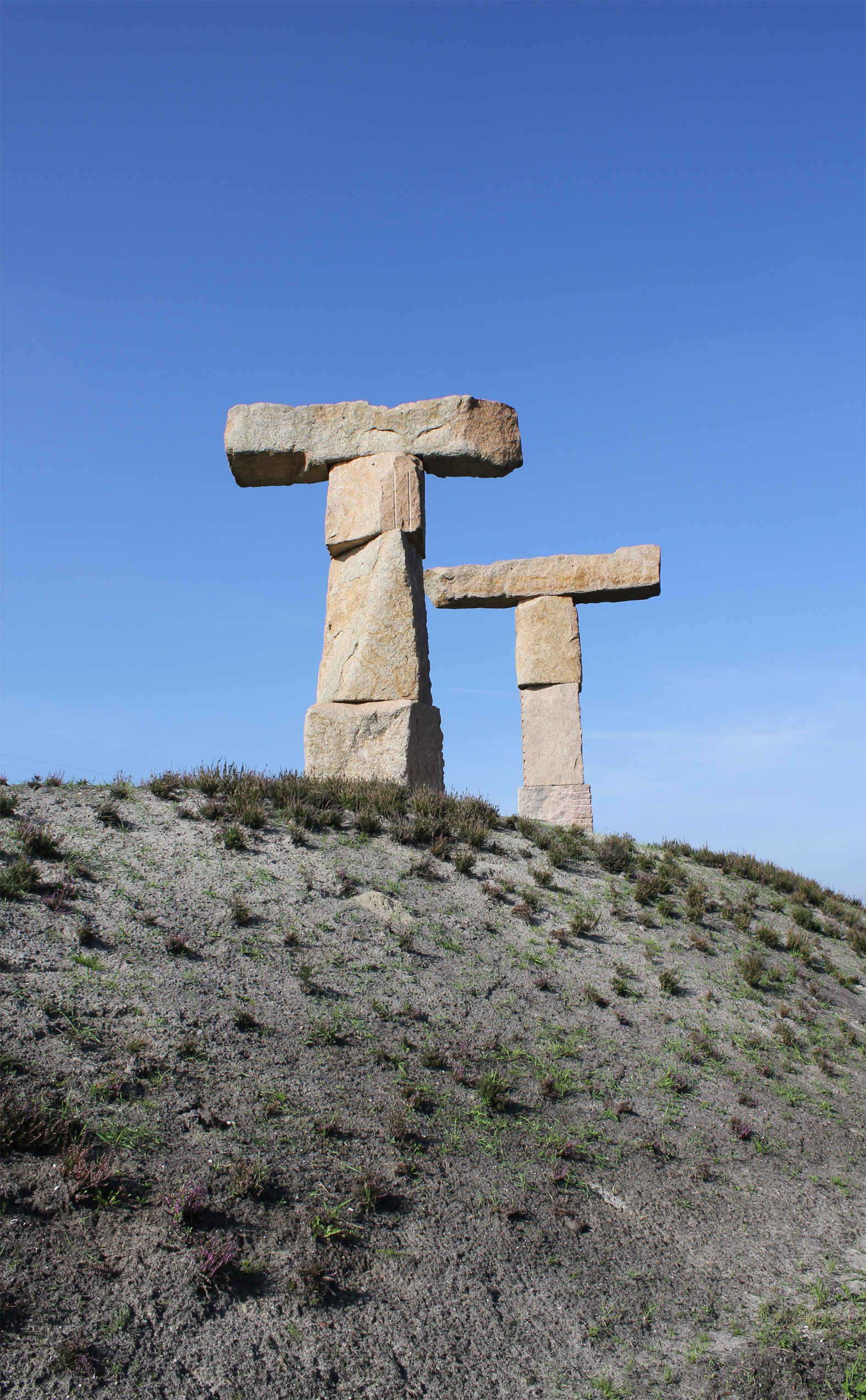
TT Assen

De TT (Tourist Trophy) Assen is een jaarlijkse motorrace op het Circuit van Drenthe bij Assen, in de Nederlandse provincie Drenthe. Vanaf 2016 wordt de TT Assen gehouden op zondag in het laatste weekend in juni, voorheen werd deze traditioneel op de laatste zaterdag van juni verreden. Alle Grand Prix klassen komen tijdens de Dutch TT aan bod. Door de inkrimping van het aantal klassen zijn dit thans Moto3, Moto2, MotoGP en de MotoE. De MotoE maakte in 2021 zijn debuut.
Vroeger maakten 50 cc, 80 cc, 125 cc, 250 cc, 350 cc, 500 cc en zijspannen hier deel van uit. Sinds enige jaren wordt de zijspanklasse verreden in een apart kampioenschap, maar maakt deze geen deel meer uit van de Grand Prix.
Voorafgaand aan de Dutch TT zijn er, zoals voor elke Grand Prix, enkele trainingen en een kwalificatie voor het bepalen van de startposities van de race. In de week voor de racedag wordt in Assen het TT Festival gehouden, waarin verschillende aspecten van de motorsport te zien zijn. Verder is er een kermis en zijn er meerdere dagen muziekconcerten, dj's en ander vermaak, met onder meer de beroemde TT Nacht voorafgaand aan de racedag. De kermis kent net als de Tilburgse Kermis een prikkelarme dag. Deze vindt plaats op de maandag van 14:00 tot 18:00 uur. 
De NOS en Ziggo Sport zenden de TT live uit op TV.

## Geschiedenis

### Het begin van de Nederlandse wegrace
In 1922 werd de Motorclub „Assen en Omstreken" opgericht die begin 1925 het plan opvatte om een wegwedstrijd te organiseren. Reeds in 1922 waren er al plannen om een Nederlandse wedstrijd in België te organiseren, dit omdat het tot dan toe verboden was wedstrijden op de openbare weg te organiseren. Met de nieuwe Motor- en Rijwielwet van 1924 werd de mogelijkheid geboden hiervoor een ontheffing aan te vragen. De aanleg van een nieuwe weg tussen Rolde en Borger was voor voorzitter Dieters van de Motorclub Assen en Omstreken reden om opnieuw over een wegwedstrijd na te denken.
Op zaterdag 11 juli 1925 verschenen 27 renners aan de start voor de eerste TT over een parcours met een lengte van 28,4 kilometer. Het parcours verliep niet over een glad gestreken circuit, maar over klinker- en zandwegen tussen de driehoek Rolde – Borger – Schoonloo. Uiteindelijk wisten vijf coureurs de finish te halen. Arie Wuring (BSA) was de enige die in de kwartliter-klasse de eindstreep haalde, in de 350 cc kwamen er drie aan de meet, waarvan Hajo Biezo op een New Imperial de snelste was. In de 500cc-klasse wist Piet van Wijngaarden, met een gemiddelde van 91,4 km/u de wedstrijd te winnen. De snelste raceronde kwam op naam van Bertus van Hamersveld met een ronde van 104,0 km/u.

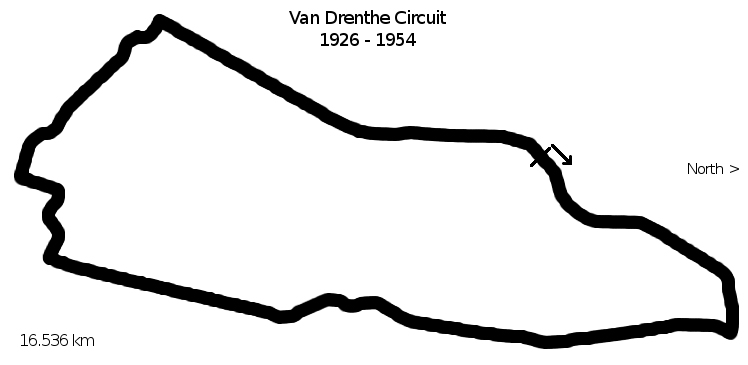
Circuit van Drenthe tussen 1926 en 1954

Bij de tweede editie van de TT in 1926 werd er op een nieuw parcours gereden dat langs de volgende punten voerde: De Haar, Barteldsbocht (bij Assen), Oude Tol (halverwege Hooghalen), Hooghalen, Laaghalen en Laaghalerveen. Er werden dat jaar twee nieuwe klassen aan het evenement toegevoegd, de 750- en 1000 cc. De organisatie had hoge verwachtingen van het evenement en er werden dan ook tribunes gebouwd bij de start in Hooghalen en in Laaghalerveen om de verwachte bezoekers te herbergen. Uiteindelijk werden er slechts 2600 kaartjes verkocht.

### Internationaal deelnemersveld en het Europees kampioenschap
Hoewel er in 1926 al rijders uit België middels KNMV-inschrijving meededen aan de TT, werd de TT officieel vanaf 1927 een internationale wedstrijd alhoewel niet alle bekende renners van die tijd deelnamen aan de wedstrijd doordat het ingeklemd lag tussen de TT van Man en de Grand Prix van Duitsland. 14.000 toeschouwers kwamen op de derde editie af, wat door de organisatoren als succesvol werd bestempeld. Vanwege het geringe aantal inschrijvingen werd er niet gereden in de 1000 cc en ook voor de 750 cc zou na 1927 het doek vallen. 's Ochtends werden de wedstrijden in de 350- en 750 cc (met slechts twee deelnemers) tegelijkertijd verreden, terwijl 's middags 175, 250 en 500cc-klassen gezamenlijk van start gingen. Winnaar in de 350 cc was Han van Kooten op Harley-Davidson en Hendrik van der Veen wist met een Scott de 750 cc te winnen. In de 175 cc waren de Duitse DKW-motoren superieur, maar doordat de beide machines uitvielen wist de Nederlander Wuring zijn tweede overwinning te behalen. In de kwartliterklasse wist geen enkele coureur over de finish te komen en in de 500cc-klasse werd de Ier Stanley Woods winnaar. In de daarop volgende jaren zou Woods de TT nog zes maal in verschillende klassen weten te winnen.
De tiende editie van de TT Assen in 1934 werd op 23 juni 1934 verreden. De wedstrijd was tegelijkertijd de elfde Grand Prix van Europa der F.I.C.M. Er werd in de klassen 175-, 250-, 350- en 500 cc gestreden om het Europees kampioenschap. Het evenement bereikte daarmee zowel een nieuw bezoekersrecord als deelnemersrecord, 60.000 mensen kwamen op het evenement af en er deden 120 renners mee. De podiumplaatsen in zowel de 175- als 500cc-klasse waren een onderonsje tussen de lage landen. Het Belgische podium in de 175 cc werd gevormd door winnaar Yvan Goor op Benelli en Gaston Barbé en Maurice van Geert op respectievelijk plaats twee en drie. In de 500 cc werd de Belg Pol Demeuter op FN Europees kampioen. De Belg „Noir“ werd tweede en de derde plek was voor de Nederlander Arie van der Pluym. In de kwartliterklasse ging de titel naar Walfried Winkler uit Duitsland en Jimmie Simpson won bij de 350 cc.
Waar het Europees kampioenschap in 1934 nog over één evenement werd verreden, werden in 1938 en 1939 bij verschillende evenementen, waaronder de TT Assen, punten verzameld voor het kampioenschap. In Assen werd 1939 gedomineerd door coureurs en motoren uit Duitsland. In de drie verreden klassen (250-, 350- en 500 cc) kwamen de overwinningen op naam van respectievelijk Ewald Kluge (DKW), Siegfried Wünsche (DKW) en Georg Meier (BMW). De editie van 1939 zou in verband met de Tweede Wereldoorlog de voorlopig laatste worden.

### Herstart na de oorlog
Hoewel er in de Tweede Wereldoorlog geen wedstrijden werden verreden, werd het TT-gevoel op papier in leven gehouden. In 1942 verscheen er een TT-special met voorbeschouwing over een fictief te verrijden race. Na de oorlogsjaren waren de tribunes, rondenborden en andere uitmonstering van het circuit niet meer in bruikbare staat en diende het circuit een opknapbeurt te ondergaan alvorens er een wedstrijd georganiseerd zou kunnen worden. Begin augustus 1946 kreeg de KNMV vergunning om vier wedstrijden te organiseren. Zandvoort, de ZZ-races, de Twentse Tourist Trophy Tubbergen en de TT Assen stonden op het Nederlandse programma. De internationale toppers van voor de oorlog namen niet deel, waardoor de races door de Nederlanders werden gewonnen.
In de loop van 1947 verschenen er berichten in de krant dat de TT in 1947 niet door zou gaan in vanwege onenigheid tussen coureurs verenigd in de Nederlandse Rennersbond en de organisatoren over de startgelden. Nadat de onenigheid was bijgelegd ging het evenement toch door. Ook kwamen de internationale coureurs weer in Assen aan de start. Omdat de Isle of Man TT en de Grote Prijs van Europa in Bern vrijwel gelijktijdig werden verreden, zou de TT Assen de eerste krachtmeting tussen de Britse en continentale rijders worden. De Italiaanse coureurs namen met hun 250 cc Moto Guzzi's deel aan de 350cc-klasse. De organisatie had echter het vermoeden dat de motoren niet mee zouden kunnen komen met de Engelse Velocettes en Nortons en besloot om voor de zekerheid een apart prijzenschema voor de 250cc-machines in te stellen.
Het jaar erop kwamen er tegen de 100.000 bezoekers af op de TT, die dat jaar voor de 18e keer werd verreden. In de 125cc-klasse wist Dick Renooy op de Nederlandse Eysink-motorfiets de Spaanse en Italiaanse motoren voor te blijven. Ken Bills en Artie Bell wonnen respectievelijk de 350- en 500cc-klasse.

### De start van het FIM wereldkampioenschap

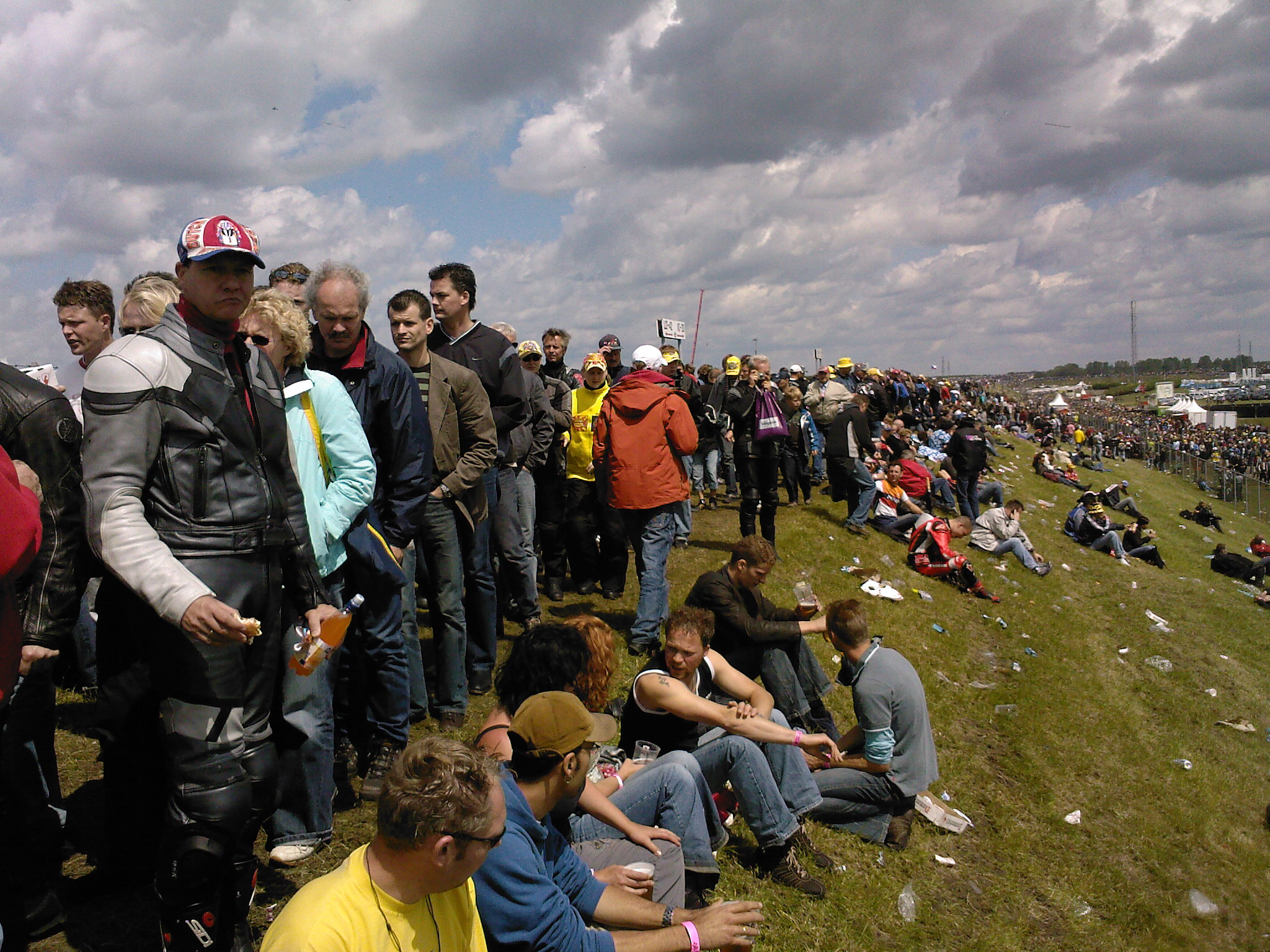
drukte bij de TT van Assen in 2007 (stekkenwaltribune)

In 1949 stelde de FIM voor het eerst een wereldkampioenschap in, waarin ook de TT Assen werd opgenomen. In Assen werden races in drie klassen verreden, de 125-, 350- en 500 cc. In eerste instantie was het de bedoeling om de 350- en 500cc-klassen tegelijkertijd te laten verrijden in twee series en een finale, dit werd echter door de FIM afgewezen. De 125cc-klasse legde zeven ronden af (115,75 km); de 350 cc 15 ronden (248 km) en de 500 cc 16 ronden (264,58 km).
In 1951 reed de Italiaan Umberto Masetti met zijn 500 cc Gilera een snelste ronde met een gemiddelde van 161,4 km/u. In 1954 kwam de Brit Geoff Duke tot 169,7 km/u maar toen was een deel van het traject tussen Assen en Hooghalen geasfalteerd.
Vanaf 1955 wordt niet meer op een stratencircuit geracet maar op het TT-Circuit Assen waarvan het huidige permanente circuit een (klein) deel uitmaakt.
De editie van 1962 werd overschaduwd door een dodelijk ongeval. Tijdens de laatste trainingsdag ging de Nederlander Hans Schuld onderuit en overleed aan zijn verwondingen. Datzelfde jaar deed ook een nieuwe raceklasse haar intrede, de 50 cc, die daarmee de lichtste klasse werd van het wereldkampioenschap. In deze klasse streden de Nederlander Jan Huberts en zijn stalgenoot bij Kreidler Anscheidt om de tweede plaats, die met 0,9 seconde voorsprong in het voordeel van Huberts werd beslecht. De overwinning in de eerste 50cc-race was voor Ernst Degner op Suzuki.
In 2020 was er voor het eerst sinds het einde van de Tweede Wereldoorlog geen Dutch TT, omdat vanwege de heersende COVID-19 in Nederland maandenlang geen evenementen georganiseerd mochten worden. Een alternatieve datum later dat jaar bleek niet haalbaar.

## Nederlanders

### Nederlandse winnaars
- Han van Kooten, 350 cc Harley Davidson 1927
- Dirk Renooy, 125 cc Eysink, 1948
- Paul Lodewijkx, 50 cc Jamathi, 1968
- Wil Hartog, 500 cc Suzuki, 1977
- Jack Middelburg, 500 cc Yamaha, 1980
- Egbert Streuer en Bernard Schnieders LCR/Yamaha zijspan, 1987
- Egbert Streuer en Peter Brown LCR/Yamaha zijspan, 1991
- Hans Spaan, 125 cc Honda, 1989

### Andere bekende Nederlanders
- Drikus Veer deelnemer in de periode 1937 tot en met 1957.
- Boet van Dulmen
- Jan van Veen
- Jan de Vries won diverse GP's in de 50cc-klasse, maar wist nooit de TT van Assen op zijn naam te zetten. Hij werd wel drie keer tweede in Assen.
- Aalt Toersen
- Henk van Kessel
- Rob Bron reed verdienstelijk in de 500cc-klasse, maar wist nooit te winnen. Werd in 1971 tweede achter Giacomo Agostini
- Cees Doorakkers
- Wilco Zeelenberg
- Jurgen van den Goorbergh
- Jasper Iwema
- Hugo van den Berg
- Scott Deroue
- Collin Veijer

## Statistiek

### Winnaars tussen 1925 en 1939
(gekleurde achtergrond = als Europees Kampioenschapsevenement verreden)
| Editie | Jaar | Circuit                | Klasse  | Winnaar                          |
| ------ | ---- | ---------------------- | ------- | -------------------------------- |
| 1      | 1925 | Rolde-Borger-Schoonloo | 250 cc  | Arie Wuring (BSA)                |
| 1      | 1925 | Rolde-Borger-Schoonloo | 350 cc  | Hajo Bieze (New Imperial)        |
| 1      | 1925 | Rolde-Borger-Schoonloo | 500 cc  | Piet van Wijngaarden (Norton)    |
| 2      | 1926 | Circuit van Drenthe    | 175 cc  | Geert Timmer (Francis-Barnett)   |
| 2      | 1926 | Circuit van Drenthe    | 250 cc  | Gerard Dieter (New Imperial)     |
| 2      | 1926 | Circuit van Drenthe    | 350 cc  | John Moos (BSA)                  |
| 2      | 1926 | Circuit van Drenthe    | 500 cc  | Piet van Wijngaarden (Norton)    |
| 2      | 1926 | Circuit van Drenthe    | 750 cc  | Arthur Dom (Scott)               |
| 2      | 1926 | Circuit van Drenthe    | 1000 cc | Jan de Roode (Indian)            |
| 3      | 1927 | Circuit van Drenthe    | 175 cc  | Arie Wuring (Rex-Acme)           |
| 3      | 1927 | Circuit van Drenthe    | 250 cc  | geen coureur behaalde de finish  |
| 3      | 1927 | Circuit van Drenthe    | 350 cc  | Han van Kooten (Harley-Davidson) |
| 3      | 1927 | Circuit van Drenthe    | 500 cc  | Stanley Woods (Norton)           |
| 3      | 1927 | Circuit van Drenthe    | 750 cc  | Hendrik van der Veen (Scott)     |
| 4      | 1928 | Circuit van Drenthe    | 175 cc  | Les Crabtree (Excelsior)         |
| 4      | 1928 | Circuit van Drenthe    | 250 cc  | Syd Crabtree (Excelsior)         |
| 4      | 1928 | Circuit van Drenthe    | 350 cc  | Stanley Woods (Norton)           |
| 4      | 1928 | Circuit van Drenthe    | 500 cc  | Graham Walker (Rudge)            |
| 5      | 1929 | Circuit van Drenthe    | 175 cc  | Les Crabtree (Excelsior)         |
| 5      | 1929 | Circuit van Drenthe    | 250 cc  | Wal Handley (Motosacoche)        |
| 5      | 1929 | Circuit van Drenthe    | 350 cc  | Freddie Hicks (Velocette)        |
| 5      | 1929 | Circuit van Drenthe    | 500 cc  | Ernie Nott (Rudge)               |
| 6      | 1930 | Circuit van Drenthe    | 175 cc  | Piet van Dinter (DKW)            |
| 6      | 1930 | Circuit van Drenthe    | 250 cc  | Arthur Geiss (DKW)               |
| 6      | 1930 | Circuit van Drenthe    | 350 cc  | Arthur Simcock (AJS)             |
| 6      | 1930 | Circuit van Drenthe    | 500 cc  | Graham Walker (Rudge)            |
| 7      | 1931 | Circuit van Drenthe    | 250 cc  | Henry Tyrell-Smith (Rudge)       |
| 7      | 1931 | Circuit van Drenthe    | 350 cc  | Stanley Woods (Norton)           |
| 7      | 1931 | Circuit van Drenthe    | 500 cc  | Percy "Tim" Hunt (Norton)        |
| 8      | 1932 | Circuit van Drenthe    | 175 cc  | Eric Fernihough (Excelsior)      |
| 8      | 1932 | Circuit van Drenthe    | 250 cc  | Ted Mellors (New Imperial)       |
| 8      | 1932 | Circuit van Drenthe    | 350 cc  | Stanley Woods (Norton)           |
| 8      | 1932 | Circuit van Drenthe    | 500 cc  | Percy "Tim" Hunt (Norton)        |
| 9      | 1933 | Circuit van Drenthe    | 175 cc  | Yvan Goor (Benelli)              |
| 9      | 1933 | Circuit van Drenthe    | 250 cc  | Ted Mellors (New Imperial)       |
| 9      | 1933 | Circuit van Drenthe    | 350 cc  | Stanley Woods (Norton)           |
| 9      | 1933 | Circuit van Drenthe    | 500 cc  | Stanley Woods (Norton)           |
| 10     | 1934 | Circuit van Drenthe    | 175 cc  | Yvan Goor (Benelli)              |
| 10     | 1934 | Circuit van Drenthe    | 250 cc  | Walfried Winkler (DKW)           |
| 10     | 1934 | Circuit van Drenthe    | 350 cc  | Jimmie Simpson (Norton)          |
| 10     | 1934 | Circuit van Drenthe    | 500 cc  | Pol Demeuter (FN)                |
| 11     | 1935 | Circuit van Drenthe    | 250 cc  | Walfried Winkler (DKW)           |
| 11     | 1935 | Circuit van Drenthe    | 350 cc  | Walter Rusk (Norton)             |
| 11     | 1935 | Circuit van Drenthe    | 500 cc  | Jimmie Guthrie (Norton)          |
| 12     | 1936 | Circuit van Drenthe    | 250 cc  | Arthur Geiss (DKW)               |
| 12     | 1936 | Circuit van Drenthe    | 350 cc  | John White (Norton)              |
| 12     | 1936 | Circuit van Drenthe    | 500 cc  | Jimmie Guthrie (Norton)          |
| 13     | 1937 | Circuit van Drenthe    | 250 cc  | Walfried Winkler (DKW)           |
| 13     | 1937 | Circuit van Drenthe    | 350 cc  | John White (Norton)              |
| 13     | 1937 | Circuit van Drenthe    | 500 cc  | Karl Gall (BMW)                  |
| 14     | 1938 | Circuit van Drenthe    | 250 cc  | Ewald Kluge (DKW)                |
| 14     | 1938 | Circuit van Drenthe    | 350 cc  | Ted Mellors (Velocette)          |
| 14     | 1938 | Circuit van Drenthe    | 500 cc  | Georg Meier (BMW)                |
| 15     | 1939 | Circuit van Drenthe    | 250 cc  | Ewald Kluge (DKW)                |
| 15     | 1939 | Circuit van Drenthe    | 350 cc  | Siegfried Wünsche (DKW)          |
| 15     | 1939 | Circuit van Drenthe    | 500 cc  | Georg Meier (BMW)                |

### Winnaars tussen 1946 en 1948
| Editie | Jaar | Circuit             | Klasse | Winnaar                       |
| ------ | ---- | ------------------- | ------ | ----------------------------- |
| 16     | 1946 | Circuit van Drenthe | 125 cc | Jaap de Wit (Eysink)          |
| 16     | 1946 | Circuit van Drenthe | 250 cc | Lo Simons (Excelsior)         |
| 16     | 1946 | Circuit van Drenthe | 350 cc | Lous van Rijswijk (Velocette) |
| 16     | 1946 | Circuit van Drenthe | 500 cc | Piet Knijnenburg (BMW)        |
| 17     | 1947 | Circuit van Drenthe | 350 cc | Peter Goodman (Velocette)     |
| 17     | 1947 | Circuit van Drenthe | 500 cc | Artie Bell (Norton)           |
| 18     | 1948 | Circuit van Drenthe | 125 cc | Dick Renooy (Eysink)          |
| 18     | 1948 | Circuit van Drenthe | 350 cc | Ken Bills (Velocette)         |
| 18     | 1948 | Circuit van Drenthe | 500 cc | Artie Bell (Norton)           |

### Winnaars tussen 1949 en 1972
| Editie | Jaar | Circuit | Klasse  | Winnaar                         | Tweede                            | Derde                             | Snelste ronde                                         |
| ------ | ---- | ------- | ------- | ------------------------------- | --------------------------------- | --------------------------------- | ----------------------------------------------------- |
| 19     | 1949 | Assen   | 125 cc  | Nello Pagani (Mondial)          | Oscar Clemencigh (Mondial)        | Carlo Ubbiali (MV Agusta)         | Nello Pagani (Mondial)                                |
| 19     | 1949 | Assen   | 350 cc  | Freddie Frith (Velocette)       | Bob Foster (Velocette)            | Johnny Lockett (Norton)           | Freddie Frith (Velocette)                             |
| 19     | 1949 | Assen   | 500 cc  | Nello Pagani (Gilera)           | Leslie Graham (AJS)               | Arciso Artesiani (Gilera)         | Nello Pagani (Gilera)                                 |
|        |      |         |         |                                 |                                   |                                   |                                                       |
| 20     | 1950 | Assen   | 125 cc  | Bruno Ruffo (Mondial)           | Gianni Leoni (Mondial)            | Giuseppe Matucci (Morini)         | Bruno Ruffo (Mondial)                                 |
| 20     | 1950 | Assen   | 350 cc  | Bob Foster (Velocette)          | Geoff Duke (Norton)               | Bill Lomas (Velocette)            | Bob Foster (Velocette)                                |
| 20     | 1950 | Assen   | 500 cc  | Umberto Masetti (Gilera)        | Nello Pagani (Gilera)             | Harry Hinton (Norton              | Carlo Bandirola (Gilera)                              |
|        |      |         |         |                                 |                                   |                                   |                                                       |
| 21     | 1951 | Assen   | 125 cc  | Gianni Leoni (Mondial)          | Luigi Zinzani (Morini)            | Leslie Graham (MV Agusta)         | Gianni Leoni (Mondial)                                |
| 21     | 1951 | Assen   | 350 cc  | Bill Doran (AJS)                | Bill Petch (AJS)                  | Ken Kavanagh (Norton)             | Bill Doran (AJS)                                      |
| 21     | 1951 | Assen   | 500 cc  | Geoff Duke (Norton)             | Alfredo Milani (Gilera)           | Enrico Lorenzetti (Moto Guzzi)    | Umberto Masetti (Gilera)                              |
|        |      |         |         |                                 |                                   |                                   |                                                       |
| 22     | 1952 | Assen   | 125 cc  | Cecil Sandford (MV Agusta)      | Carlo Ubbiali (Mondial)           | Luigi Zinzani (Morini)            | Cecil Sandford (MV Agusta)                            |
| 22     | 1952 | Assen   | 250 cc  | Enrico Lorenzetti (Moto Guzzi)  | Bruno Ruffo (Moto Guzzi)          | Fergus Anderson (Moto Guzzi)      | Bruno Ruffo (Moto Guzzi)                              |
| 22     | 1952 | Assen   | 350 cc  | Geoff Duke (Norton)             | Ray Amm (Norton)                  | Rod Coleman (AJS)                 | Geoff Duke (Norton)                                   |
| 22     | 1952 | Assen   | 500 cc  | Umberto Masetti (Gilera)        | Geoff Duke (Norton)               | Ken Kavanagh (Norton)             | Umberto Masetti (Gilera)                              |
|        |      |         |         |                                 |                                   |                                   |                                                       |
| 23     | 1953 | Assen   | 125 cc  | Werner Haas (NSU)               | Carlo Ubbiali (MV Agusta)         | Cecil Sanford (MV Agusta)         | Werner Haas (NSU)                                     |
| 23     | 1953 | Assen   | 250 cc  | Werner Haas (NSU)               | Fergus Anderson (Moto Guzzi)      | Reg Armstrong (NSU)               | Werner Haas (NSU)                                     |
| 23     | 1953 | Assen   | 350 cc  | Enrico Lorenzetti (Moto Guzzi)  | Ken Kavanagh (Norton)             | Ray Amm (Norton)                  | Fergus Anderson (Moto Guzzi)                          |
| 23     | 1953 | Assen   | 500 cc  | Geoff Duke (Gilera)             | Reg Armstrong (Gilera)            | Ken Kavanagh (Norton)             | Ray Amm (Norton)                                      |
|        |      |         |         |                                 |                                   |                                   |                                                       |
| 24     | 1954 | Assen   | 125 cc  | Rupert Hollaus (NSU)            | Herman Paul Müller (NSU)          | Carlo Ubbiali (MV Agusta)         | Rupert Hollaus (NSU)                                  |
| 24     | 1954 | Assen   | 250 cc  | Werner Haas (NSU)               | Rupert Hollaus (NSU)              | Herman Paul Müller (NSU)          | Werner Haas (NSU)                                     |
| 24     | 1954 | Assen   | 350 cc  | Fergus Anderson (Moto Guzzi)    | Enrico Lorenzetti (Moto Guzzi)    | Rod Coleman (AJS)                 | Fergus Anderson (Moto Guzzi)                          |
| 24     | 1954 | Assen   | 500 cc  | Geoff Duke (Gilera)             | Fergus Anderson (Moto Guzzi)      | Carlo Bandirola (MV Agusta)       | Geoff Duke (Gilera)                                   |
|        |      |         |         |                                 |                                   |                                   |                                                       |
| 25     | 1955 | Assen   | 125 cc  | Carlo Ubbiali (MV Agusta)       | Remo Venturi (MV Agusta)          | Rudolf Grimas (Mondial)           | Luigi Taveri (MV Agusta)                              |
| 25     | 1955 | Assen   | 250 cc  | Luigi Taveri (MV Agusta)        | Umberto Masetti (MV Agusta)       | Hermann Paul Müller (NSU)         | Bill Lomas (MV Agusta)                                |
| 25     | 1955 | Assen   | 350 cc  | Ken Kavanagh (Moto Guzzi)       | Bill Lomas (Moto Guzzi)           | Dickie Dale (Moto Guzzi)          | Dickie Dale (Moto Guzzi)                              |
| 25     | 1955 | Assen   | 500 cc  | Geoff Duke (Gilera)             | Reg Armstrong (Gilera)            | Umberto Masetti (MV Agusta)       | Geoff Duke (Gilera) Reg Armstrong (Gilera)            |
| 25     | 1955 | Assen   | Zijspan | Faust / Remmert (BMW)           | Noll / Cron (BMW)                 | Mitchell / George (Norton)        | Faust / Remmert (BMW)                                 |
|        |      |         |         |                                 |                                   |                                   |                                                       |
| 26     | 1956 | Assen   | 125 cc  | Carlo Ubbiali (MV Agusta)       | Luigi Taveri (MV Augsta)          | August Hobl (DKW)                 | Carlo Ubbiali (MV Agusta)                             |
| 26     | 1956 | Assen   | 250 cc  | Carlo Ubbiali (MV Agusta)       | Luigi Taveri (MV Augsta)          | Enrico Lorenzetti (Moto Guzzi)    | Carlo Ubbiali (MV Agusta)                             |
| 26     | 1956 | Assen   | 350 cc  | Bill Lomas (Moto Guzzi)         | John Surtees (MV Agusta)          | August Hobl (DKW)                 | Bill Lomas (Moto Guzzi)                               |
| 26     | 1956 | Assen   | 500 cc  | John Surtees (MV Agusta)        | Walter Zeller (BMW)               | Eddie Grant (Norton)              | John Surtees (MV Agusta)                              |
| 26     | 1956 | Assen   | Zijspan | Hillebrand / Grunwald (BMW)     | Noll / Cron (BMW)                 | Smith / Stanley Dibben (Norton)   | Harris / Campbell (Norton)                            |
|        |      |         |         |                                 |                                   |                                   |                                                       |
| 27     | 1957 | Assen   | 125 cc  | Tarquinio Provini (Mondial)     | Roberto Colombo (MV Agusta)       | Luigi Taveri (MV Agusta)          | Tarquinio Provini (Mondial)                           |
| 27     | 1957 | Assen   | 250 cc  | Tarquinio Provini (Mondial)     | Cecil Sandford (Mondial)          | Sammy Miller (Mondial)            | Tarquinio Provini (Mondial)                           |
| 27     | 1957 | Assen   | 350 cc  | Keith Campbell (Moto Guzzi)     | Bob McIntyre (Gilera)             | Libero Liberati (Gilera)          | Keith Campbell (Moto Guzzi)                           |
| 27     | 1957 | Assen   | 500 cc  | John Surtees (MV Agusta)        | Libero Liberati (Gilera)          | Walter Zeller (BMW)               | Bob McIntyre (Gilera)                                 |
| 27     | 1957 | Assen   | Zijspan | Hillebrand / Grunwald (BMW)     | Beeton / Partridge (Norton)       | Neußner / Hess (BMW)              | Smith / Dibben (Norton)                               |
|        |      |         |         |                                 |                                   |                                   |                                                       |
| 28     | 1958 | Assen   | 125 cc  | Carlo Ubbiali (MV Agusta)       | Luigi Taveri (Ducati)             | Tarquinio Provini (MV Agusta)     | Luigi Taveri (Ducati)                                 |
| 28     | 1958 | Assen   | 250 cc  | Tarquinio Provini (MV Agusta)   | Carlo Ubbiali (MV Agusta)         | Dieter Falk (Adler)               | Tarquinio Provini (MV Agusta)                         |
| 28     | 1958 | Assen   | 350 cc  | John Surtees (MV Agusta)        | John Hartle (MV Agusta)           | Keith Campbell (Norton)           | John Surtees (MV Agusta)                              |
| 28     | 1958 | Assen   | 500 cc  | John Surtees (MV Agusta)        | John Hartle (MV Agusta)           | Derek Minter (Norton)             | John Surtees (MV Agusta)                              |
| 28     | 1958 | Assen   | Zijspan | Camathias / Cecco (BMW)         | Schneider / Strauß (BMW)          | Fath / Rudolf (BMW)               | Camathias / Cecco (BMW)                               |
|        |      |         |         |                                 |                                   |                                   |                                                       |
| 29     | 1959 | Assen   | 125 cc  | Carlo Ubbiali (MV Agusta)       | Bruno Spaggiari (Ducati)          | Mike Hailwood (Ducati)            | Carlo Ubbiali (MV Agusta)                             |
| 29     | 1959 | Assen   | 250 cc  | Tarquinio Provini (MV Agusta)   | Carlo Ubbiali (MV Agusta)         | Derek Minter (Morini)             | Carlo Ubbiali (MV Agusta)                             |
| 29     | 1959 | Assen   | 500 cc  | John Surtees (MV Agusta)        | Bob Brown (Norton)                | Remo Venturi (MV Agusta)          | John Surtees (MV Agusta)                              |
| 29     | 1959 | Assen   | Zijspan | Camathias / Cecco (BMW)         | Harris / Campbell (BMW)           | Fath / Wohlgemuth (BMW)           | Camathias / Cecco (BMW)                               |
|        |      |         |         |                                 |                                   |                                   |                                                       |
| 30     | 1960 | Assen   | 125 cc  | Carlo Ubbiali (MV Agusta)       | Gary Hocking (MV Agusta)          | Alberto Gandossi (MZ)             | Carlo Ubbiali (MV Agusta)                             |
| 30     | 1960 | Assen   | 250 cc  | Carlo Ubbiali (MV Agusta)       | Gary Hocking (MV Agusta)          | Luigi Taveri (MV Agusta)          | Tarquinio Provini (Morini)                            |
| 30     | 1960 | Assen   | 350 cc  | John Surtees (MV Agusta)        | Gary Hocking (MV Agusta)          | Bob Anderson (Norton)             | John Surtees (MV Agusta)                              |
| 30     | 1960 | Assen   | 500 cc  | Remo Venturi (MV Agusta)        | Bob Brown (Norton)                | Emilio Mendogni (MV Augsta)       | Remo Venturi (MV Agusta)                              |
| 30     | 1960 | Assen   | Zijspan | Harris / Campbell (BMW)         | Fath / Wohlgemuth (BMW)           | Scheidegger / Burkhardt (BMW)     | Camathias / Föll (BMW)                                |
|        |      |         |         |                                 |                                   |                                   |                                                       |
| 31     | 1961 | Assen   | 125 cc  | Tom Phillis (Honda)             | Jim Redman (Honda)                | Alan Shepherd (MZ)                | Tom Phillis (Honda)                                   |
| 31     | 1961 | Assen   | 250 cc  | Mike Hailwood (Honda)           | Bob McIntyre (Honda)              | Jim Redman (Honda)                | Mike Hailwood (Honda)                                 |
| 31     | 1961 | Assen   | 350 cc  | Gary Hocking (MV Agusta)        | Bob McIntyre (Bianchi)            | František Šťastný (Jawa)          | Gary Hocking (MV Agusta)                              |
| 31     | 1961 | Assen   | 500 cc  | Gary Hocking (MV Agusta)        | Mike Hailwood (Norton)            | Bob McIntyre (Norton)             | Gary Hocking (MV Agusta)                              |
| 31     | 1961 | Assen   | Zijspan | Deubel / Hörner (BMW)           | Strub / Huber (BMW)               | Beeton / Bulgin (Norton)          | Deubel / Hörner (BMW)                                 |
|        |      |         |         |                                 |                                   |                                   |                                                       |
| 32     | 1962 | Assen   | 50 cc   | Ernst Degner (Suzuki)           | Jan Huberts (Kreidler)            | Hans Georg Anscheidt (Kreidler)   | Jan Huberts (Kreidler)                                |
| 32     | 1962 | Assen   | 125 cc  | Luigi Taveri (Honda)            | Jim Redman (Honda)                | Tommy Robb (Honda)                | Luigi Taveri (Honda)                                  |
| 32     | 1962 | Assen   | 250 cc  | Jim Redman (Honda)              | Bob McIntyre (Honda)              | Tarquinio Provini (Morini)        | Tarquinio Provini (Morini)                            |
| 32     | 1962 | Assen   | 350 cc  | Jim Redman (Honda)              | Mike Hailwood (MV Agusta)         | Silvio Grassetti (Bianchi)        | Silvio Grassetti (Bianchi)                            |
| 32     | 1962 | Assen   | 500 cc  | Mike Hailwood (MV Agusta)       | Derek Minter (Norton)             | Phil Read (Norton)                | Mike Hailwood (MV Agusta)                             |
| 32     | 1962 | Assen   | Zijspan | Scheidegger / Robinson (BMW)    | Deubel / Hörner (BMW)             | Kölle / Hess (BMW)                | Camathias / Winter (BMW)                              |
|        |      |         |         |                                 |                                   |                                   |                                                       |
| 33     | 1963 | Assen   | 50 cc   | Ernst Degner (Suzuki)           | Hugh Anderson (Suzuki)            | Michio Ichino (Suzuki)            | Ernst Degner (Suzuki)                                 |
| 33     | 1963 | Assen   | 125 cc  | Hugh Anderson (Suzuki)          | Frank Perris (Suzuki)             | Luigi Taveri (Honda)              | Bert Schneider (Suzuki)                               |
| 33     | 1963 | Assen   | 250 cc  | Jim Redman (Honda)              | Fumio Ito (Yamaha)                | Tarquinio Provini (Morini)        | Jim Redman (Honda)                                    |
| 33     | 1963 | Assen   | 350 cc  | Jim Redman (Honda)              | Mike Hailwood (MV Agusta)         | Luigi Taveri (Honda)              | Jim Redman (Honda)                                    |
| 33     | 1963 | Assen   | 500 cc  | John Hartle (Gilera)            | Phil Read (Gilera)                | Alan Shepherd (Matchless)         | John Hartle (Gilera)                                  |
| 33     | 1963 | Assen   | Zijspan | Deubel / Hörner (BMW)           | Scheidegger / John Robinson (BMW) | Camathias / Herzig (FCS)          | Deubel / Hörner (BMW)                                 |
|        |      |         |         |                                 |                                   |                                   |                                                       |
| 34     | 1964 | Assen   | 50 cc   | Ralph Bryans (Honda)            | Isao Morishita (Suzuki)           | Mitsuo Itoh (Suzuki)              | Ralph Bryans (Honda)                                  |
| 34     | 1964 | Assen   | 125 cc  | Jim Redman (Honda)              | Phil Read (Yamaha)                | Ralph Bryans (Honda)              | Jim Redman (Honda)                                    |
| 34     | 1964 | Assen   | 250 cc  | Jim Redman (Honda)              | Phil Read (Yamaha)                | Tommy Robb (Yamaha)               | Jim Redman (Honda)                                    |
| 34     | 1964 | Assen   | 350 cc  | Jim Redman (Honda)              | Mike Hailwood (MV Agusta)         | Remo Venturi (Bianchi)            | Jim Redman (Honda)                                    |
| 34     | 1964 | Assen   | 500 cc  | Mike Hailwood (MV Agusta)       | Remo Venturi (Bianchi)            | Paddy Driver (Matchless)          | Mike Hailwood (MV Agusta)                             |
| 34     | 1964 | Assen   | Zijspan | Seeley / Rawlings (FCS)         | Vincent / Bulgin (BMW)            | Scheidegger / John Robinson (BMW) | Seeley / Rawlings (FCS) Vincent / Bulgin (BMW)        |
|        |      |         |         |                                 |                                   |                                   |                                                       |
| 35     | 1965 | Assen   | 50 cc   | Ralph Bryans (Honda)            | Hugh Anderson (Suzuki)            | Luigi Taveri (Honda)              | Hugh Anderson (Suzuki)                                |
| 35     | 1965 | Assen   | 125 cc  | Mike Duff (Yamaha)              | Yoshimi Katayama (Suzuki)         | Hugh Anderson (Suzuki)            | Hugh Anderson (Suzuki)                                |
| 35     | 1965 | Assen   | 250 cc  | Phil Read (Yamaha)              | Jim Redman (Honda)                | Mike Duff (Yamaha)                | Phil Read (Yamaha)                                    |
| 35     | 1965 | Assen   | 350 cc  | Jim Redman (Honda)              | Mike Hailwood (MV Agusta)         | Giacomo Agostini (MV Agusta)      | Jim Redman (Honda)                                    |
| 35     | 1965 | Assen   | 500 cc  | Mike Hailwood (MV Agusta)       | Giacomo Agostini (MV Agusta)      | Paddy Driver (Matchless)          | Mike Hailwood (MV Agusta)                             |
| 35     | 1965 | Assen   | Zijspan | Scheidegger / Robinson (BMW)    | Vincent / Roche (BMW)             | Seeley / Rawlings (BMW)           | Scheidegger / Robinson (BMW)                          |
|        |      |         |         |                                 |                                   |                                   |                                                       |
| 36     | 1966 | Assen   | 50 cc   | Luigi Taveri (Honda)            | Ralph Bryans (Honda)              | Hugh Anderson (Suzuki)            | Luigi Taveri (Honda)                                  |
| 36     | 1966 | Assen   | 125 cc  | Bill Ivy (Yamaha)               | Luigi Taveri (Honda)              | Phil Read (Yamaha)                | Luigi Taveri (Honda)                                  |
| 36     | 1966 | Assen   | 250 cc  | Mike Hailwood (Honda)           | Phil Read (Yamaha)                | Jim Redman (Honda)                | Mike Hailwood (Honda)                                 |
| 36     | 1966 | Assen   | 350 cc  | Mike Hailwood (Honda)           | Giacomo Agostini (MV Agusta)      | Renzo Pasolini (Aermacchi)        | Mike Hailwood (Honda)                                 |
| 36     | 1966 | Assen   | 500 cc  | Jim Redman (Honda)              | Giacomo Agostini (MV Agusta)      | František Šťastný (Jawa-ČZ)       | Mike Hailwood (Honda)                                 |
| 36     | 1966 | Assen   | Zijspan | Scheidegger / Robinson (BMW)    | Deubel / Emil Hörner (BMW)        | Kölle / Marquardt (BMW)           | Scheidegger / Robinson (BMW)                          |
|        |      |         |         |                                 |                                   |                                   |                                                       |
| 37     | 1967 | Assen   | 50 cc   | Yoshimi Katayama (Suzuki)       | Ángel Nieto (Derbi)               | Barry Smith (Derbi)               | Yoshimi Katayama (Suzuki)                             |
| 37     | 1967 | Assen   | 125 cc  | Phil Read (Yamaha)              | Bill Ivy (Yamaha)                 | Stuart Graham (Suzuki)            | Bill Ivy (Yamaha)                                     |
| 37     | 1967 | Assen   | 250 cc  | Mike Hailwood (Honda)           | Bill Ivy (Yamaha)                 | Ralph Bryans (Honda)              | Mike Hailwood (Honda)                                 |
| 37     | 1967 | Assen   | 350 cc  | Mike Hailwood (Honda)           | Giacomo Agostini (MV Agusta)      | Renzo Pasolini (Benelli)          | Giacomo Agostini (MV Agusta)                          |
| 37     | 1967 | Assen   | 500 cc  | Mike Hailwood (Honda)           | Giacomo Agostini (MV Agusta)      | Peter Williams (Matchless)        | Mike Hailwood (Honda)                                 |
| 37     | 1967 | Assen   | Zijspan | Enders / Engelhardt (BMW)       | Schauzu / Schneider (BMW)         | Harris / John Thornton (BMW)      | Enders / Engelhardt (BMW)                             |
|        |      |         |         |                                 |                                   |                                   |                                                       |
| 38     | 1968 | Assen   | 50 cc   | Paul Lodewijkx (Jamathi)        | Hans Georg Anscheidt (Suzuki)     | Aalt Toersen (Kreidler)           | Paul Lodewijkx (Jamathi)                              |
| 38     | 1968 | Assen   | 125 cc  | Phil Read (Yamaha)              | Ginger Molloy (Bultaco)           | Jan Huberts (MZ)                  | Phil Read (Yamaha)                                    |
| 38     | 1968 | Assen   | 250 cc  | Bill Ivy (Yamaha)               | Phil Read (Yamaha)                | Renzo Pasolini (Benelli)          | Bill Ivy (Yamaha)                                     |
| 38     | 1968 | Assen   | 350 cc  | Giacomo Agostini (MV Agusta)    | Ginger Molloy (Bultaco)           | Gilberto Milani (Aermacchi)       | Giacomo Agostini (MV Agusta)                          |
| 38     | 1968 | Assen   | 500 cc  | Giacomo Agostini (MV Agusta)    | Jack Findlay (Matchless)          | John Cooper (Seeley)              | Giacomo Agostini (MV Agusta)                          |
| 38     | 1968 | Assen   | Zijspan | Attenberger / Schillinger (BMW) | Enders / Engelhardt (BMW)         | Schauzu / Schneider (BMW)         | Attenberger / Schillinger (BMW)                       |
|        |      |         |         |                                 |                                   |                                   |                                                       |
| 39     | 1969 | Assen   | 50 cc   | Barry Smith (Derbi)             | Jan de Vries (Kreidler)           | Aalt Toersen (Kreidler)           | Ángel Nieto (Derbi)                                   |
| 39     | 1969 | Assen   | 125 cc  | Dave Simmonds (Kawasaki)        | Kent Andersson (Yamaha)           | Silvano Bertarelli (Aermacchi)    | Dave Simmonds (Kawasaki)                              |
| 39     | 1969 | Assen   | 250 cc  | Renzo Pasolini (Benelli)        | Kel Carruthers (Benelli)          | Santiago Herrero (Ossa)           | Renzo Pasolini (Benelli)                              |
| 39     | 1969 | Assen   | 350 cc  | Giacomo Agostini (MV Agusta)    | Bill Ivy (Jawa)                   | Silvio Grassetti (Yamaha)         | Giacomo Agostini (MV Agusta)                          |
| 39     | 1969 | Assen   | 500 cc  | Giacomo Agostini (MV Agusta)    | Peter Williams (Matchless)        | Alan Barnett (Matchless)          | Giacomo Agostini (MV Agusta)                          |
| 39     | 1969 | Assen   | Zijspan | Fath / Kalauch (URS)            | Auerbacher / Hahn (BMW)           | Lünemann / Caddow (BMW)           | Fath / Kalauch (URS)                                  |
|        |      |         |         |                                 |                                   |                                   |                                                       |
| 40     | 1970 | Assen   | 50 cc   | Ángel Nieto (Derbi)             | Jan de Vries (Kreidler)           | Salvador Cañellas (Derbi)         | Ángel Nieto (Derbi)                                   |
| 40     | 1970 | Assen   | 125 cc  | Dieter Braun (Suzuki)           | Dave Simmonds (Kawasaki)          | László Szabó (MZ)                 | Ángel Nieto (Derbi)                                   |
| 40     | 1970 | Assen   | 250 cc  | Rodney Gould (Yamaha)           | Phil Read (Yamaha)                | Jarno Saarinen (Yamaha)           | Phil Read (Yamaha)                                    |
| 40     | 1970 | Assen   | 350 cc  | Giacomo Agostini (MV Agusta)    | Renzo Pasolini (Benelli)          | Phil Read (Yamaha                 | Giacomo Agostini (MV Agusta) Renzo Pasolini (Benelli) |
| 40     | 1970 | Assen   | 500 cc  | Giacomo Agostini (MV Agusta)    | Angelo Bergamonti (Aermacchi)     | Alberto Pagani (Linto)            | Giacomo Agostini (MV Agusta)                          |
| 40     | 1970 | Assen   | Zijspan | Auerbacher / Hahn (BMW)         | Owesle / Kremer (Münch-URS)       | Schauzu / Rutterford (BMW)        | Auerbacher / Hahn (BMW)                               |
|        |      |         |         |                                 |                                   |                                   |                                                       |
| 41     | 1971 | Assen   | 50 cc   | Ángel Nieto (Derbi)             | Jos Schurgers (Kreidler)          | Teunis Ramaker (Kreidler)         | Ángel Nieto (Derbi)                                   |
| 41     | 1971 | Assen   | 125 cc  | Ángel Nieto (Derbi)             | Barry Sheene (Suzuki)             | Börje Jansson (Maico)             | Ángel Nieto (Derbi)                                   |
| 41     | 1971 | Assen   | 250 cc  | Phil Read (Yamaha)              | Theo Bult (Yamsel)                | Dieter Braun (Yamaha)             | Phil Read (Yamaha)                                    |
| 41     | 1971 | Assen   | 350 cc  | Giacomo Agostini (MV Agusta)    | Phil Read (Yamaha)                | Theo Bult (Yamsel)                | Giacomo Agostini (MV Agusta)                          |
| 41     | 1971 | Assen   | 500 cc  | Giacomo Agostini (MV Agusta)    | Rob Bron (Suzuki)                 | Dave Simmonds (Kawasaki)          | Giacomo Agostini (MV Agusta)                          |
| 41     | 1971 | Assen   | Zijspan | Owesle / Kremer (Münch-URS)     | Butscher / Huber (BMW)            | Maier / Mathews (BMW)             | Owesle / Kremer (Münch-URS)                           |
|        |      |         |         |                                 |                                   |                                   |                                                       |
| 42     | 1972 | Assen   | 50 cc   | Ángel Nieto (Derbi)             | Jan de Vries (Kreidler)           | Harald Bartol (Kreidler)          | Ángel Nieto (Derbi)                                   |
| 42     | 1972 | Assen   | 125 cc  | Ángel Nieto (Derbi)             | Börje Jansson (Maico)             | Dave Simmonds (Kawasaki)          | Börje Jansson (Maico)                                 |
| 42     | 1972 | Assen   | 250 cc  | Rodney Gould (Yamaha)           | Renzo Pasolini (Aermacchi)        | Jarno Saarinen (Yamaha)           | Rodney Gould (Yamaha)                                 |
| 42     | 1972 | Assen   | 350 cc  | Giacomo Agostini (MV Agusta)    | Jarno Saarinen (Yamaha)           | Renzo Pasolini (Aermacchi)        | Giacomo Agostini (MV Agusta)                          |
| 42     | 1972 | Assen   | 500 cc  | Giacomo Agostini (MV Agusta)    | Alberto Pagani (MV Agusta)        | Bruno Kneubühler (Yamaha)         | Giacomo Agostini (MV Agusta)                          |
| 42     | 1972 | Assen   | Zijspan | Enders / Engelhardt (BMW)       | Vincent / Casey (Münch-URS)       | Schauzu / Kalauch (BMW)           | Vincent / Casey (Münch-URS)                           |

### Winnaars vanaf 1973
| Editie | Jaar | Circuit | Klasse      | Winnaar                                    | Tweede                                      | Derde                              | Poleposition                              | Snelste ronde                               |
| ------ | ---- | ------- | ----------- | ------------------------------------------ | ------------------------------------------- | ---------------------------------- | ----------------------------------------- | ------------------------------------------- |
| 43     | 1973 | Assen   | 50 cc       | Bruno Kneubühler (Kreidler)                | Theo Timmer (Jamathi)                       | Gerhard Thurow (Kreidler)          | Bruno Kneubühler (Kreidler)               | Bruno Kneubühler (Kreidler)                 |
| 43     | 1973 | Assen   | 125 cc      | Eugenio Lazzarini (Piovaticci)             | Rolf Minhoff (Maico)                        | Chas Mortimer (Yamaha)             | Kent Andersson (Yamaha)                   | Ángel Nieto (Morbidelli)                    |
| 43     | 1973 | Assen   | 250 cc      | Dieter Braun (Yamaha)                      | Michel Rougerie (Harley-Davidson)           | John Dodds (Yamaha)                | Teuvo Länsivuori (Yamaha)                 | Dieter Braun (Yamaha)                       |
| 43     | 1973 | Assen   | 350 cc      | Giacomo Agostini (MV Agusta)               | Phil Read (MV Agusta)                       | Teuvo Länsivuori (Yamaha)          | Giacomo Agostini (MV Agusta)              | Teuvo Länsivuori (Yamaha)                   |
| 43     | 1973 | Assen   | 500 cc      | Phil Read (MV Agusta)                      | Kim Newcombe (König)                        | Christian Bourgeois (Yamaha)       | Phil Read (MV Agusta)                     | Giacomo Agostini (MV Agusta)                |
| 43     | 1973 | Assen   | Zijspan     | Enders / Engelhardt (BMW)                  | Boret / Boret (König)                       | Schwärzel / Kleis (König)          | Enders / Engelhardt (BMW)                 | Enders / Engelhardt (BMW)                   |
|        |      |         |             |                                            |                                             |                                    |                                           |                                             |
| 44     | 1974 | Assen   | 50 cc       | Herbert Rittberger (Kreidler)              | Henk van Kessel (Kreidler)                  | Jan Bruins (Jamathi)               | Gerhard Thurow (Kreidler)                 | Herbert Rittberger (Kreidler)               |
| 44     | 1974 | Assen   | 125 cc      | Bruno Kneubühler (Yamaha)                  | Otello Buscherini (Malanca)                 | Kent Andersson (Yamaha)            | Ángel Nieto (Morbidelli)                  | Ángel Nieto (Morbidelli)                    |
| 44     | 1974 | Assen   | 250 cc      | Walter Villa (Harley-Davidson)             | Bruno Kneubühler (Yamaha)                   | Kenny Roberts senior (Yamaha)      | Kenny Roberts senior (Yamaha)             | Kenny Roberts senior (Yamaha)               |
| 44     | 1974 | Assen   | 350 cc      | Giacomo Agostini (Yamaha)                  | Dieter Braun (Yamaha)                       | Patrick Pons (Yamaha)              | Teuvo Länsivuori (Yamaha)                 | Giacomo Agostini (Yamaha)                   |
| 44     | 1974 | Assen   | 500 cc      | Giacomo Agostini (Yamaha)                  | Teuvo Länsivuori (Yamaha)                   | Phil Read (MV Agusta)              | Teuvo Länsivuori (Yamaha)                 | Giacomo Agostini (Yamaha)                   |
| 44     | 1974 | Assen   | Zijspan     | Enders / Engelhardt (BMW)                  | Steinhausen / Huber (König)                 | Schauzu / Kalauch (BMW)            | Schwärzel / Kleis (König)                 | Enders / Engelhardt (BMW)                   |
|        |      |         |             |                                            |                                             |                                    |                                           |                                             |
| 45     | 1975 | Assen   | 50 cc       | Ángel Nieto (Kreidler)                     | Herbert Rittberger (Kreidler)               | Eugenio Lazzarini (Piovaticci)     | Eugenio Lazzarini (Piovaticci)            | Eugenio Lazzarini (Piovaticci)              |
| 45     | 1975 | Assen   | 125 cc      | Paolo Pileri (Morbidelli)                  | Pier Paolo Bianchi (Morbidelli)             | Bruno Kneubühler (Yamaha)          | Paolo Pileri (Morbidelli)                 | Paolo Pileri (Morbidelli)                   |
| 45     | 1975 | Assen   | 250 cc      | Walter Villa (Harley-Davidson)             | Michel Rougerie (Harley-Davidson)           | Dieter Braun (Yamaha)              | Walter Villa (Harley-Davidson)            | Walter Villa (Harley-Davidson)              |
| 45     | 1975 | Assen   | 350 cc      | Dieter Braun (Yamaha)                      | Pentti Korhonen (Yamaha)                    | Alex George (Yamaha)               | Walter Villa (Harley-Davidson)            | Johnny Cecotto (Yamaha)                     |
| 45     | 1975 | Assen   | 500 cc      | Barry Sheene (Suzuki)                      | Giacomo Agostini (Yamaha)                   | Phil Read (MV Agusta)              | Barry Sheene (Suzuki)                     | Barry Sheene (Suzuki)                       |
| 45     | 1975 | Assen   | Zijspan     | Schwärzel / Huber (König)                  | Biland / Grube (Seymaz-Yamaha)              | Pantellini / Mazzoni (König)       | Schwärzel / Huber (König)                 | Hobson / Russell (Yamaha)                   |
|        |      |         |             |                                            |                                             |                                    |                                           |                                             |
| 46     | 1976 | Assen   | 50 cc       | Ángel Nieto (Bultaco)                      | Ulrich Graf (Kreidler)                      | Herbert Rittberger (Kreidler)      | Ángel Nieto (Bultaco)                     | Ulrich Graf (Kreidler)                      |
| 46     | 1976 | Assen   | 125 cc      | Pier Paolo Bianchi (Morbidelli)            | Paolo Pileri (Morbidelli)                   | Ángel Nieto (Bultaco)              | Pier Paolo Bianchi (Morbidelli)           | Pier Paolo Bianchi (Morbidelli)             |
| 46     | 1976 | Assen   | 250 cc      | Walter Villa (Harley-Davidson)             | Takazumi Katayama (Yamaha)                  | John Dodds (Yamaha)                | Walter Villa (Harley-Davidson)            | Walter Villa (Harley-Davidson)              |
| 46     | 1976 | Assen   | 350 cc      | Giacomo Agostini (MV Agusta)               | Patrick Pons (Yamaha)                       | Chas Mortimer (Yamaha)             | Takazumi Katayama (Yamaha)                | Giacomo Agostini (MV Agusta)                |
| 46     | 1976 | Assen   | 500 cc      | Barry Sheene (Suzuki)                      | Pat Hennen (Suzuki)                         | Wil Hartog (Suzuki)                | Barry Sheene (Suzuki)                     | Barry Sheene (Suzuki)                       |
| 46     | 1976 | Assen   | Zijspan     | Schmid / Jean-Petit-Matile (Schmid-Yamaha) | Kooij / Vader (König)                       | Pepe / Kallenberg (König)          | Biland / Williams (Seymaz-Yamaha)         | Schwärzel / Huber (König)                   |
|        |      |         |             |                                            |                                             |                                    |                                           |                                             |
| 47     | 1977 | Assen   | 50 cc       | Ángel Nieto (Bultaco)                      | Ricardo Tormo (Bultaco)                     | Herbert Rittberger (Kreidler)      | Eugenio Lazzarini (Kreidler)              | Eugenio Lazzarini (Kreidler)                |
| 47     | 1977 | Assen   | 125 cc      | Ángel Nieto (Bultaco)                      | Harald Bartol (Morbidelli)                  | Gert Bender (Bender)               | Pier Paolo Bianchi (Morbidelli)           | Ángel Nieto (Bultaco)                       |
| 47     | 1977 | Assen   | 250 cc      | Mick Grant (Kawasaki)                      | Franco Uncini (Harley-Davidson)             | Barry Ditchburn (Kawasaki)         | Alan North (Yamaha)                       | Franco Uncini (Harley-Davidson)             |
| 47     | 1977 | Assen   | 350 cc      | Kork Ballington (Yamaha)                   | Michel Rougerie (Yamaha)                    | Patrick Fernandez (Yamaha)         | Patrick Fernandez (Yamaha)                | Patrick Fernandez (Yamaha)                  |
| 47     | 1977 | Assen   | 500 cc      | Wil Hartog (Suzuki)                        | Barry Sheene (Suzuki)                       | Pat Hennen (Suzuki)                | Barry Sheene (Suzuki)                     | Barry Sheene (Suzuki)                       |
| 47     | 1977 | Assen   | Zijspan     | Biland / Williams (Schmid-Yamaha)          | Michel / Lecorre (GEP-Yamaha)               | Schwärzel / Huber (ARO-Fath)       | Biland / Williams (Schmid-Yamaha)         | Biland / Williams (Schmid-Yamaha)           |
|        |      |         |             |                                            |                                             |                                    |                                           |                                             |
| 48     | 1978 | Assen   | 50 cc       | Eugenio Lazzarini (Kreidler)               | Ricardo Tormo (Bultaco)                     | Patrick Plisson (ABF)              | Eugenio Lazzarini (Kreidler)              | Eugenio Lazzarini (Kreidler)                |
| 48     | 1978 | Assen   | 125 cc      | Eugenio Lazzarini (MBA)                    | Maurizio Massimiani (Morbidelli)            | Harald Bartol (Morbidelli)         | Eugenio Lazzarini (MBA)                   | Eugenio Lazzarini (MBA)                     |
| 48     | 1978 | Assen   | 250 cc      | Kenny Roberts senior (Yamaha)              | Kork Ballington (Kawasaki)                  | Gregg Hansford (Kawasaki)          | Kenny Roberts senior (Yamaha)             | Kenny Roberts senior (Yamaha)               |
| 48     | 1978 | Assen   | 350 cc      | Kork Ballington (Kawasaki)                 | Gianfranco Bonera (Yamaha)                  | Jon Ekerold (Yamaha)               | Franco Uncini (Yamaha)                    | Gianfranco Bonera (Yamaha)                  |
| 48     | 1978 | Assen   | 500 cc      | Johnny Cecotto (Yamaha)                    | Kenny Roberts senior (Yamaha)               | Barry Sheene (Suzuki)              | Johnny Cecotto (Yamaha)                   | Kenny Roberts senior (Yamaha)               |
| 48     | 1978 | Assen   | Zijspan     | Schwärzel / Huber (ARO-Fath)               | Monnin / Gérard (Seymaz-Yamaha)             | Greasley / Russell (Busch-Yamaha)  | Biland / Williams (BEO-Yamaha)            | Biland / Williams (BEO-Yamaha)              |
|        |      |         |             |                                            |                                             |                                    |                                           |                                             |
| 49     | 1979 | Assen   | 50 cc       | Eugenio Lazzarini (Kreidler)               | Patrick Plisson (ABF)                       | Rolf Blatter (Kreidler)            | Ricardo Tormo (Bultaco)                   | Eugenio Lazzarini (Kreidler)                |
| 49     | 1979 | Assen   | 125 cc      | Ángel Nieto (Minarelli)                    | Ricardo Tormo (Bultaco)                     | Maurizio Massimiani (MBA)          | Bruno Kneubühler (MBA)                    | Ángel Nieto (Minarelli)                     |
| 49     | 1979 | Assen   | 250 cc      | Graziano Rossi (Morbidelli)                | Gregg Hansford (Kawasaki)                   | Kork Ballington (Kawasaki)         | Kork Ballington (Kawasaki)                | Kork Ballington (Kawasaki)                  |
| 49     | 1979 | Assen   | 350 cc      | Gregg Hansford (Kawasaki)                  | Patrick Fernandez (Yamaha)                  | Walter Villa (Yamaha)              | Gregg Hansford (Kawasaki)                 | Gregg Hansford (Kawasaki)                   |
| 49     | 1979 | Assen   | 500 cc      | Virginio Ferrari (Suzuki)                  | Barry Sheene (Suzuki)                       | Wil Hartog (Suzuki)                | Kenny Roberts senior (Yamaha)             | Virginio Ferrari (Suzuki)                   |
| 49     | 1979 | Assen   | Zijspan B2A | Biland / Waltisperg (Schmid-Yamaha)        | Steinhausen / Arthur (KSA-Yamaha)           | Taylor / Neil (Windle-Yamaha)      | Schwärzel / Huber (Yamaha)                | Biland / Waltisperg (Schmid-Yamaha)         |
|        |      |         |             |                                            |                                             |                                    |                                           |                                             |
| 50     | 1980 | Assen   | 50 cc       | Ricardo Tormo (Kreidler)                   | Stefan Dörflinger (Kreidler)                | Eugenio Lazzarini (Kreidler)       | Ricardo Tormo (Kreidler)                  | Ricardo Tormo (Kreidler)                    |
| 50     | 1980 | Assen   | 125 cc      | Ángel Nieto (Minarelli)                    | Guy Bertin (Motobécane)                     | Loris Reggiani (Minarelli)         | Guy Bertin (Motobécane)                   | Ángel Nieto (Minarelli)                     |
| 50     | 1980 | Assen   | 250 cc      | Carlos Lavado (Yamaha)                     | Eric Saul (Yamaha)                          | Toni Mang (Kawasaki)               | Toni Mang (Kawasaki)                      | Carlos Lavado (Yamaha)                      |
| 50     | 1980 | Assen   | 350 cc      | Jon Ekerold (Bimota-Yamaha)                | Patrick Fernandez (Bimota-Yamaha)           | Toni Mang (Kawasaki)               | Toni Mang (Kawasaki)                      | Patrick Fernandez (Bimota-Yamaha)           |
| 50     | 1980 | Assen   | 500 cc      | Jack Middelburg (Yamaha)                   | Graziano Rossi (Suzuki)                     | Franco Uncini (Suzuki)             | Jack Middelburg (Yamaha)                  | Randy Mamola (Suzuki)                       |
| 50     | 1980 | Assen   | Zijspan     | Taylor / Johansson (Windle-Yamaha)         | Michell / Michael Burkhardt (Seymaz-Yamaha) | Jones / Ayres (Ireson-Yamaha)      | Jones / Ayres (Ireson-Yamaha)             | Michell / Michael Burkhardt (Seymaz-Yamaha) |
|        |      |         |             |                                            |                                             |                                    |                                           |                                             |
| 51     | 1981 | Assen   | 50 cc       | Ricardo Tormo (Bultaco)                    | Henk van Kessel (Kreidler)                  | Rolf Blatter (Kreidler)            | Stefan Dörflinger (Kreidler)              | Stefan Dörflinger (Kreidler)                |
| 51     | 1981 | Assen   | 125 cc      | Ángel Nieto (Minarelli)                    | Loris Reggiani (Minarelli)                  | Pier Paolo Bianchi (MBA)           | Ángel Nieto (Minarelli)                   | Pier Paolo Bianchi (MBA)                    |
| 51     | 1981 | Assen   | 250 cc      | Toni Mang (Kawasaki)                       | Carlos Lavado (Yamaha)                      | Patrick Fernandez (Bimota-Yamaha)  | Jean-François Baldé (Kawasaki)            | Toni Mang (Kawasaki)                        |
| 51     | 1981 | Assen   | 350 cc      | Toni Mang (Kawasaki)                       | Carlos Lavado (Yamaha)                      | Jean-François Baldé (Kawasaki)     | Toni Mang (Kawasaki)                      | Toni Mang (Kawasaki)                        |
| 51     | 1981 | Assen   | 500 cc      | Marco Lucchinelli (Suzuki)                 | Boet van Dulmen (Yamaha)                    | Kork Ballington (Kawasaki)         | Marco Lucchinelli (Suzuki)                | Kork Ballington (Kawasaki)                  |
| 51     | 1981 | Assen   | Zijspan     | Michel / Burkardt (Seymaz-Yamaha)          | Taylor / Johansson (Fowler-Windle-Yamaha)   | Biland / Waltisperg (LCR-Yamaha)   | Taylor / Johansson (Fowler-Windle-Yamaha) | Michel / Burkardt (Seymaz-Yamaha)           |
|        |      |         |             |                                            |                                             |                                    |                                           |                                             |
| 52     | 1982 | Assen   | 50 cc       | Stefan Dörflinger (Kreidler)               | Eugenio Lazzarini (Garelli)                 | Ricardo Tormo (Bultaco)            | Stefan Dörflinger (Kreidler)              | Stefan Dörflinger (Kreidler)                |
| 52     | 1982 | Assen   | 125 cc      | Ángel Nieto (Garelli)                      | Eugenio Lazzarini (Garelli)                 | Pierluigi Aldrovandi (MBA)         | Eugenio Lazzarini (Garelli)               | Ángel Nieto (Garelli)                       |
| 52     | 1982 | Assen   | 250 cc      | Toni Mang (Kawasaki)                       | Jean-Louis Tournadre (Yamaha)               | Jeffrey Sayle (Armstrong-Rotax)    | Didier de Radiguès (Chevallier-Yamaha)    | Jeffrey Sayle (Armstrong-Rotax)             |
| 52     | 1982 | Assen   | 350 cc      | Jean-François Baldé (Kawasaki)             | Toni Mang (Kawasaki)                        | Alan North (Yamaha)                | Jean-François Baldé (Kawasaki)            | Jean-François Baldé (Kawasaki)              |
| 52     | 1982 | Assen   | 500 cc      | Franco Uncini (Suzuki)                     | Kenny Roberts senior (Yamaha)               | Barry Sheene (Yamaha)              | Kenny Roberts senior (Yamaha)             | Freddie Spencer (RSC-Honda)                 |
| 52     | 1982 | Assen   | Zijspan     | Biland / Waltisperg (LCR-Yamaha)           | Michel / Burkhardt (Seymaz-Yamaha)          | Schwärzel / Huber (Seymaz-Yamaha)  | Biland / Waltisperg (LCR-Yamaha)          | Biland / Waltisperg (LCR-Yamaha)            |
|        |      |         |             |                                            |                                             |                                    |                                           |                                             |
| 53     | 1983 | Assen   | 50 cc       | Eugenio Lazzarini (Garelli)                | Stefan Dörflinger (Kreidler)                | Ricardo Tormo (Garelli)            | Stefan Dörflinger (Kreidler)              | Eugenio Lazzarini (Garelli)                 |
| 53     | 1983 | Assen   | 125 cc      | Ángel Nieto (Garelli)                      | Ricardo Tormo (MBA)                         | Bruno Kneubühler (MBA)             | Eugenio Lazzarini (Garelli)               | Ángel Nieto (Garelli)                       |
| 53     | 1983 | Assen   | 250 cc      | Carlos Lavado (Yamaha)                     | Iván Palazzese (Yamaha)                     | Hervé Guilleux (Kawasaki)          | Carlos Lavado (Yamaha)                    | Carlos Lavado (Yamaha)                      |
| 53     | 1983 | Assen   | 500 cc      | Kenny Roberts senior (Yamaha)              | Takazumi Katayama (Honda)                   | Freddie Spencer (Honda)            | Kenny Roberts senior (Yamaha)             | Kenny Roberts senior (Yamaha)               |
| 53     | 1983 | Assen   | Zijspan     | Biland / Waltisperg (LCR-Yamaha)           | Schwärzel / Huber (Seymaz-Yamaha)           | Kumano / Takeshima (LCR-Yamaha)    | Biland / Waltisperg (LCR-Yamaha)          | Biland / Waltisperg (LCR-Yamaha)            |
|        |      |         |             |                                            |                                             |                                    |                                           |                                             |
| 54     | 1984 | Assen   | 80 cc       | Jorge Martínez (Derbi)                     | Hans Spaan (Huvo-Casal)                     | Hubert Abold (LCR-Zündapp)         | Stefan Dörflinger (LCR-Zündapp)           | Jorge Martínez (Derbi)                      |
| 54     | 1984 | Assen   | 125 cc      | Ángel Nieto (Garelli)                      | Eugenio Lazzarini (Garelli)                 | Hans Müller (MBA)                  | August Auinger (Bartol-MBA)               | Ángel Nieto (Garelli)                       |
| 54     | 1984 | Assen   | 250 cc      | Carlos Lavado (Yamaha)                     | Jacques Cornu (Yamaha)                      | Manfred Herweh (Real-Rotax)        | Carlos Lavado (Yamaha)                    | Jacques Cornu (Yamaha)                      |
| 54     | 1984 | Assen   | 500 cc      | Randy Mamola (Honda)                       | Raymond Roche (Honda)                       | Eddie Lawson (Yamaha)              | Eddie Lawson (Yamaha)                     | Eddie Lawson (Yamaha)                       |
| 54     | 1984 | Assen   | Zijspan     | Biland / Waltisperg (LCR-Yamaha)           | Streuer / Schnieders (LCR-Yamaha)           | Schwärzel / Huber (LCR-Yamaha)     | Biland / Waltisperg (LCR-Yamaha)          | Biland / Waltisperg (LCR-Yamaha)            |
|        |      |         |             |                                            |                                             |                                    |                                           |                                             |
| 55     | 1985 | Assen   | 80 cc       | Gerd Kafka (Seel)                          | Stefan Dörflinger (Krauser)                 | Jorge Martínez (Derbi)             | Stefan Dörflinger (Krauser)               | Stefan Dörflinger (Krauser)                 |
| 55     | 1985 | Assen   | 125 cc      | Pier Paolo Bianchi (MBA)                   | Ezio Gianola (Garelli)                      | Fausto Gresini (Garelli)           | Fausto Gresini (Garelli)                  | Jussi Hautaniemi (MBA)                      |
| 55     | 1985 | Assen   | 250 cc      | Freddie Spencer (Honda)                    | Martin Wimmer (Yamaha)                      | Toni Mang (Honda)                  | Carlos Lavado (Yamaha)                    | Martin Wimmer (Yamaha)                      |
| 55     | 1985 | Assen   | 500 cc      | Randy Mamola (Honda)                       | Ron Haslam (Honda)                          | Wayne Gardner (Honda)              | Freddie Spencer (Honda)                   | Wayne Gardner (Honda)                       |
| 55     | 1985 | Assen   | Zijspan     | Biland / Waltisperg (LCR-Krauser)          | Schwärzel / Buck (LCR-Yamaha)               | Streuer / Schnieders (LCR-Yamaha)  | Webster / Hewitt (LCR-Yamaha)             | Biland / Waltisperg (LCR-Krauser)           |
|        |      |         |             |                                            |                                             |                                    |                                           |                                             |
| 56     | 1986 | Assen   | 80 cc       | Jorge Martínez (Derbi)                     | Manuel Herreros (Derbi)                     | Hans Spaan (Huvo-Casal)            | Jorge Martínez (Derbi)                    | Ian McConnachie (Krauser)                   |
| 56     | 1986 | Assen   | 125 cc      | Luca Cadalora (Garelli)                    | Fausto Gresini (Garelli)                    | Ezio Gianola (MBA)                 | Luca Cadalora (Garelli)                   | Fausto Gresini (Garelli)                    |
| 56     | 1986 | Assen   | 250 cc      | Carlos Lavado (Yamaha)                     | Toni Mang (Honda)                           | Sito Pons (Honda)                  | Carlos Lavado (Yamaha)                    | Martin Wimmer (Yamaha)                      |
| 56     | 1986 | Assen   | 500 cc      | Wayne Gardner (Honda)                      | Randy Mamola (Yamaha)                       | Mike Baldwin (Yamaha)              | Eddie Lawson (Yamaha)                     | Wayne Gardner (Honda)                       |
| 56     | 1986 | Assen   | Zijspan     | Michel / Fresc (LCR-Yamaha)                | Webster / Tony Hewitt (LCR-Yamaha)          | Kumano / Diehl (LCR-Yamaha)        | Streuer / Schnieders (LCR-Yamaha)         | Biland / Waltisperg (LCR-Krauser)           |
|        |      |         |             |                                            |                                             |                                    |                                           |                                             |
| 57     | 1987 | Assen   | 80 cc       | Jorge Martínez (Derbi)                     | Manuel Herreros (Derbi)                     | Stefan Dörflinger (LCR-Krauser)    | Stefan Dörflinger (LCR-Krauser)           | Jorge Martínez (Derbi)                      |
| 57     | 1987 | Assen   | 125 cc      | Fausto Gresini (Garelli)                   | Bruno Casanova (Garelli)                    | Paolo Casoli (LCR-MBA)             | Bruno Casanova (Garelli)                  | Fausto Gresini (Garelli)                    |
| 57     | 1987 | Assen   | 250 cc      | Toni Mang (Honda)                          | Reinhold Roth (Honda)                       | Sito Pons (Honda)                  | Carlos Lavado (Yamaha)                    | Toni Mang (Honda)                           |
| 57     | 1987 | Assen   | 500 cc      | Eddie Lawson (Yamaha)                      | Wayne Gardner (Honda)                       | Randy Mamola (Yamaha)              | Wayne Gardner (Honda)                     | Eddie Lawson (Yamaha)                       |
| 57     | 1987 | Assen   | Zijspan     | Streuer / Schnieders (LCR-Yamaha)          | Webster / Hewitt (LCR-Krauser)              | Michel / Fresc (LCR-Krauser)       | Streuer / Schnieders (LCR-Yamaha)         | Biland / Waltisperg (LCR-Krauser)           |
|        |      |         |             |                                            |                                             |                                    |                                           |                                             |
| 58     | 1988 | Assen   | 80 cc       | Jorge Martínez (Derbi)                     | Peter Öttl (Krauser)                        | Bert Smit (Krauser)                | Jorge Martínez (Derbi)                    | Peter Öttl (Krauser)                        |
| 58     | 1988 | Assen   | 125 cc      | Jorge Martínez (Derbi)                     | Ezio Gianola (Honda)                        | Hans Spaan (Honda)                 | Hans Spaan (Honda)                        | Jorge Martínez (Derbi)                      |
| 58     | 1988 | Assen   | 250 cc      | Juan Garriga (Yamaha)                      | Jacques Cornu (Honda)                       | Toni Mang (Honda)                  | Dominique Sarron (Honda)                  | Toni Mang (Honda)                           |
| 58     | 1988 | Assen   | 500 cc      | Wayne Gardner (Honda)                      | Eddie Lawson (Yamaha)                       | Christian Sarron (Yamaha)          | Christian Sarron (Yamaha)                 | Wayne Gardner (Honda)                       |
| 58     | 1988 | Assen   | Zijspan     | Biland / Waltisperg (LCR-Krauser)          | Streuer / Schnieders (LCR-Yamaha)           | Webster / Hewitt (LCR-Krauser)     | Biland / Waltisperg (LCR-Krauser)         | Biland / Waltisperg (LCR-Krauser)           |
|        |      |         |             |                                            |                                             |                                    |                                           |                                             |
| 59     | 1989 | Assen   | 80 cc       | Peter Öttl (Krauser)                       | Manuel Herreros (Derbi)                     | Stefan Dörflinger (LCR-Krauser)    | Stefan Dörflinger (LCR-Krauser)           | Stefan Dörflinger (LCR-Krauser)             |
| 59     | 1989 | Assen   | 125 cc      | Hans Spaan (Honda)                         | Àlex Crivillé (JJ Cobas-Rotax)              | Julián Miralles (Derbi)            | Hans Spaan (Honda)                        | Ezio Gianola (Honda)                        |
| 59     | 1989 | Assen   | 250 cc      | Reinhold Roth (Honda)                      | Sito Pons (Honda)                           | Jacques Cornu (Honda)              | Sito Pons (Honda)                         | Sito Pons (Honda)                           |
| 59     | 1989 | Assen   | 500 cc      | Wayne Rainey (Yamaha)                      | Eddie Lawson (Honda)                        | Christian Sarron (Yamaha)          | Kevin Schwantz (Suzuki)                   | Kevin Schwantz (Suzuki)                     |
| 59     | 1989 | Assen   | Zijspan     | Webster / Hewitt (LCR-Krauser)             | Streuer / De Haas (LCR-Yamaha)              | Biland / Waltisperg (LCR-Krauser)  | Biland / Waltisperg (LCR-Krauser)         | Streuer / De Haas (LCR-Yamaha)              |
|        |      |         |             |                                            |                                             |                                    |                                           |                                             |
| 60     | 1990 | Assen   | 125 cc      | Doriano Romboni (Honda)                    | Bruno Casanova (Aprilia)                    | Adolf Stadler (JJ Cobas)           | Hans Spaan (Honda)                        | Doriano Romboni (Honda)                     |
| 60     | 1990 | Assen   | 250 cc      | John Kocinski (Yamaha)                     | Carlos Cardús (Honda)                       | Wilco Zeelenberg (Honda)           | Carlos Cardús (Honda)                     | John Kocinski (Yamaha)                      |
| 60     | 1990 | Assen   | 500 cc      | Kevin Schwantz (Suzuki)                    | Wayne Rainey (Yamaha)                       | Eddie Lawson (Yamaha)              | Kevin Schwantz (Suzuki)                   | Kevin Schwantz (Suzuki)                     |
| 60     | 1990 | Assen   | Zijspan     | Michel / Birchall (LCR-Krauser)            | Biland / Waltisperg (LCR-Krauser)           | Streuer / De Haas (LCR-Yamaha)     | Michel / Birchall (LCR-Krauser)           | Biland / Waltisperg (LCR-Krauser)           |
|        |      |         |             |                                            |                                             |                                    |                                           |                                             |
| 61     | 1991 | Assen   | 125 cc      | Ralf Waldmann (Honda)                      | Loris Capirossi (Honda)                     | Alessandro Gramigni (Aprilia)      | Loris Capirossi (Honda)                   | Ralf Waldmann (Honda)                       |
| 61     | 1991 | Assen   | 250 cc      | Pierfrancesco Chili (Aprilia)              | Luca Cadalora (Honda)                       | Wilco Zeelenberg (Honda)           | Pierfrancesco Chili (Aprilia)             | Luca Cadalora (Honda)                       |
| 61     | 1991 | Assen   | 500 cc      | Kevin Schwantz (Suzuki)                    | Wayne Rainey (Yamaha)                       | Wayne Gardner (Honda)              | Kevin Schwantz (Suzuki)                   | Kevin Schwantz (Suzuki)                     |
| 61     | 1991 | Assen   | Zijspan     | Streuer / Brown (LCR-Krauser)              | Biland / Waltisperg (LCR-Honda)             | Güdel / Güdel (LCR-Krauser)        | Webster / Simmons (LCR-Krauser)           | Streuer / Brown (LCR-Krauser)               |
|        |      |         |             |                                            |                                             |                                    |                                           |                                             |
| 62     | 1992 | Assen   | 125 cc      | Ezio Gianola (Honda)                       | Fausto Gresini (Honda)                      | Alessandro Gramigni (Aprilia)      | Ezio Gianola (Honda)                      | Gabriele Debbia (Honda)                     |
| 62     | 1992 | Assen   | 250 cc      | Pierfrancesco Chili (Aprilia)              | Luca Cadalora (Honda)                       | Loris Reggiani (Aprilia)           | Max Biaggi (Aprilia)                      | Pierfrancesco Chili (Aprilia)               |
| 62     | 1992 | Assen   | 500 cc      | Àlex Crivillé (Honda)                      | John Kocinski (Yamaha)                      | Alex Barros (Cagiva)               | Eddie Lawson (Cagiva)                     | Juan Garriga (Yamaha)                       |
| 62     | 1992 | Assen   | Zijspan     | Biland / Waltisperg (LCR-Krauser)          | Webster / Simmons (LCR-ADM)                 | Klaffenböck / Parzer (LCR-ADM)     | Biland / Waltisperg (LCR-Krauser)         | Biland / Waltisperg (LCR-Krauser)           |
|        |      |         |             |                                            |                                             |                                    |                                           |                                             |
| 63     | 1993 | Assen   | 125 cc      | Dirk Raudies (Honda)                       | Kazuto Sakata (Honda)                       | Manfred Baumann (Honda)            | Dirk Raudies (Honda)                      | Kazuto Sakata (Honda)                       |
| 63     | 1993 | Assen   | 250 cc      | Loris Capirossi (Honda)                    | Tetsuya Harada (Yamaha)                     | John Kocinski (Suzuki)             | Loris Capirossi (Honda)                   | John Kocinski (Suzuki)                      |
| 63     | 1993 | Assen   | 500 cc      | Kevin Schwantz (Suzuki)                    | Michael Doohan (Honda)                      | Àlex Crivillé (Honda)              | Michael Doohan (Honda)                    | Alex Barros (Suzuki)                        |
| 63     | 1993 | Assen   | Zijspan     | Biland / Waltisperg (LCR-Krauser)          | Webster / Simmons (LCR-ADM)                 | Dixon / Hetherington (LCR-Krauser) | Biland / Waltisperg (LCR-Krauser)         | Biland / Waltisperg (LCR-Krauser)           |
|        |      |         |             |                                            |                                             |                                    |                                           |                                             |
| 64     | 1994 | Assen   | 125 cc      | Takeshi Tsujimura (Honda)                  | Jorge Martínez (Yamaha)                     | Loek Bodelier (Honda)              | Noboru Ueda (Honda)                       | Takeshi Tsujimura (Honda)                   |
| 64     | 1994 | Assen   | 250 cc      | Max Biaggi (Aprilia)                       | Tadayuki Okada (Honda)                      | Wilco Zeelenberg (Honda)           | Max Biaggi (Aprilia)                      | Max Biaggi (Aprilia)                        |
| 64     | 1994 | Assen   | 500 cc      | Michael Doohan (Honda)                     | Alex Barros (Suzuki)                        | Àlex Crivillé (Honda)              | Michael Doohan (Honda)                    | Michael Doohan (Honda)                      |
| 64     | 1994 | Assen   | Zijspan     | Biland / Waltisperg (LCR-Swissauto)        | Klaffenböck / Parzer (LCR-Bartol)           | Brindley / Hutchinson (LCR-Honda)  | Biland / Waltisperg (LCR-Swissauto)       | Webster / Hänni (LCR-Yamaha)                |
|        |      |         |             |                                            |                                             |                                    |                                           |                                             |
| 65     | 1995 | Assen   | 125 cc      | Dirk Raudies (Honda)                       | Peter Öttl (Aprilia)                        | Akira Saito (Honda)                | Hideyuki Nakajo (Honda)                   | Hideyuki Nakajo (Honda)                     |
| 65     | 1995 | Assen   | 250 cc      | Max Biaggi (Aprilia)                       | Ralf Waldmann (Honda)                       | Tadayuki Okada (Honda)             | Max Biaggi (Aprilia)                      | Max Biaggi (Aprilia)                        |
| 65     | 1995 | Assen   | 500 cc      | Michael Doohan (Honda)                     | Àlex Crivillé (Honda)                       | Alberto Puig (Honda)               | Àlex Crivillé (Honda)                     | Àlex Crivillé (Honda)                       |
| 65     | 1995 | Assen   | Zijspan     | Dixon / Hetherington (Windle-ADM)          | Abbott / Tailford (Windle-ADM)              | Brindley / Hutchinson (LCR-Honda)  | Biland / Waltisperg (LCR-BRM)             | Abbott / Tailford (Windle-ADM)              |
|        |      |         |             |                                            |                                             |                                    |                                           |                                             |
| 66     | 1996 | Assen   | 125 cc      | Emilio Alzamora (Honda)                    | Ivan Goi (Honda)                            | Haruchika Aoki (Honda)             | Masaki Tokudome (Aprilia)                 | Haruchika Aoki (Honda)                      |
| 66     | 1996 | Assen   | 250 cc      | Ralf Waldmann (Honda)                      | Jürgen Fuchs (Honda)                        | Max Biaggi (Aprilia)               | Olivier Jacque (Honda)                    | Olivier Jacque (Honda)                      |
| 66     | 1996 | Assen   | 500 cc      | Michael Doohan (Honda)                     | Àlex Crivillé (Honda)                       | Alex Barros (Honda)                | Àlex Crivillé (Honda)                     | Michael Doohan (Honda)                      |
| 66     | 1996 | Assen   | Zijspan     | Dixon / Hetherington (Windle-ADM)          | Webster / James (LCR-ADM)                   | Güdel / Güdel (LCR-BRM)            | Güdel / Güdel (LCR-BRM)                   | Dixon / Hetherington (Windle-ADM)           |
|        |      |         |             |                                            |                                             |                                    |                                           |                                             |
| 67     | 1997 | Assen   | 125 cc      | Valentino Rossi (Aprilia)                  | Tomomi Manako (Honda)                       | Kazuto Sakata (Aprilia)            | Valentino Rossi (Aprilia)                 | Tomomi Manako (Honda)                       |
| 67     | 1997 | Assen   | 250 cc      | Tetsuya Harada (Aprilia)                   | Ralf Waldmann (Honda)                       | Loris Capirossi (Aprilia)          | Olivier Jacque (Honda)                    | Olivier Jacque (Honda)                      |
| 67     | 1997 | Assen   | 500 cc      | Michael Doohan Honda)                      | Carlos Checa (Honda)                        | Doriano Romboni (Aprilia)          | Michael Doohan Honda)                     | Carlos Checa (Honda)                        |
|        |      |         |             |                                            |                                             |                                    |                                           |                                             |
| 68     | 1998 | Assen   | 125 cc      | Marco Melandri (Honda)                     | Kazuto Sakata (Aprilia)                     | Tomomi Manako (Honda)              | Kazuto Sakata (Aprilia)                   | Tomomi Manako (Honda)                       |
| 68     | 1998 | Assen   | 250 cc      | Valentino Rossi (Aprilia)                  | Jürgen Fuchs (Aprilia)                      | Haruchika Aoki (Honda)             | Loris Capirossi (Aprilia)                 | Tetsuya Harada (Aprilia)                    |
| 68     | 1998 | Assen   | 500 cc      | Michael Doohan (Honda)                     | Max Biaggi (Honda)                          | Simon Crafar (Yamaha)              | Michael Doohan (Honda)                    | Michael Doohan (Honda)                      |
|        |      |         |             |                                            |                                             |                                    |                                           |                                             |
| 69     | 1999 | Assen   | 125 cc      | Masao Azuma (Honda)                        | Noboru Ueda (Honda)                         | Roberto Locatelli (Aprilia)        | Lucio Cecchinello (Honda)                 | Noboru Ueda (Honda)                         |
| 69     | 1999 | Assen   | 250 cc      | Loris Capirossi (Honda)                    | Valentino Rossi (Aprilia)                   | Jeremy McWilliams (Aprilia)        | Valentino Rossi (Aprilia)                 | Valentino Rossi (Aprilia)                   |
| 69     | 1999 | Assen   | 500 cc      | Tadayuki Okada (Honda)                     | Kenny Roberts junior (Suzuki)               | Sete Gibernau (Honda)              | Tadayuki Okada (Honda)                    | Tadayuki Okada (Honda)                      |
|        |      |         |             |                                            |                                             |                                    |                                           |                                             |
| 70     | 2000 | Assen   | 125 cc      | Youichi Ui (Derbi)                         | Noboru Ueda (Honda)                         | Manuel Poggiali (Derbi)            | Youichi Ui (Derbi)                        | Noboru Ueda (Honda)                         |
| 70     | 2000 | Assen   | 250 cc      | Tohru Ukawa (Honda)                        | Olivier Jacque (Yamaha)                     | Shinya Nakano (Yamaha)             | Ralf Waldmann (Aprilia)                   | Shinya Nakano (Yamaha)                      |
| 70     | 2000 | Assen   | 500 cc      | Alex Barros (Honda)                        | Àlex Crivillé (Honda)                       | Loris Capirossi (Honda)            | Loris Capirossi (Honda)                   | Max Biaggi (Yamaha)                         |
|        |      |         |             |                                            |                                             |                                    |                                           |                                             |
| 71     | 2001 | Assen   | 125 cc      | Toni Elías (Honda)                         | Arnaud Vincent (Honda)                      | Steve Jenkner (Aprilia)            | Gino Borsoi (Aprilia)                     | Toni Elías (Honda)                          |
| 71     | 2001 | Assen   | 250 cc      | Jeremy McWilliams (Aprilia)                | Emilio Alzamora (Honda)                     | José David de Gea (Yamaha)         | Tetsuya Harada (Aprilia)                  | Tetsuya Harada (Aprilia)                    |
| 71     | 2001 | Assen   | 500 cc      | Max Biaggi (Yamaha)                        | Valentino Rossi (Honda)                     | Loris Capirossi (Honda)            | Loris Capirossi (Honda)                   | Valentino Rossi (Honda)                     |
|        |      |         |             |                                            |                                             |                                    |                                           |                                             |
| 72     | 2002 | Assen   | 125 cc      | Dani Pedrosa (Honda)                       | Manuel Poggiali (Gilera)                    | Joan Olivé (Honda)                 | Dani Pedrosa (Honda)                      | Joan Olivé (Honda)                          |
| 72     | 2002 | Assen   | 250 cc      | Marco Melandri (Aprilia)                   | Toni Elías (Aprilia)                        | Roberto Rolfo (Honda)              | Marco Melandri (Aprilia)                  | Roberto Rolfo (Honda)                       |
| 72     | 2002 | Assen   | MotoGP      | Valentino Rossi (Honda)                    | Alex Barros (Honda)                         | Carlos Checa (Yamaha)              | Valentino Rossi (Honda)                   | Valentino Rossi (Honda)                     |
|        |      |         |             |                                            |                                             |                                    |                                           |                                             |
| 73     | 2003 | Assen   | 125 cc      | Steve Jenkner (Aprilia)                    | Pablo Nieto (Aprilia)                       | Héctor Barberá (Aprilia)           | Dani Pedrosa (Honda)                      | Héctor Barberá (Aprilia)                    |
| 73     | 2003 | Assen   | 250 cc      | Anthony West (Aprilia)                     | Franco Battaini (Aprilia)                   | Sylvain Guintoli (Aprilia)         | Manuel Poggiali (Aprilia)                 | Franco Battaini (Aprilia)                   |
| 73     | 2003 | Assen   | MotoGP      | Sete Gibernau (Honda)                      | Max Biaggi (Honda)                          | Valentino Rossi (Honda)            | Loris Capirossi (Ducati)                  | Sete Gibernau (Honda)                       |
|        |      |         |             |                                            |                                             |                                    |                                           |                                             |
| 74     | 2004 | Assen   | 125 cc      | Jorge Lorenzo (Derbi)                      | Roberto Locatelli (Aprilia)                 | Casey Stoner (KTM)                 | Casey Stoner (KTM)                        | Jorge Lorenzo (Derbi)                       |
| 74     | 2004 | Assen   | 250 cc      | Sebastián Porto (Aprilia)                  | Dani Pedrosa (Honda)                        | Toni Elías (Honda)                 | Sebastián Porto (Aprilia)                 | Dani Pedrosa (Honda)                        |
| 74     | 2004 | Assen   | MotoGP      | Valentino Rossi (Yamaha)                   | Sete Gibernau (Honda)                       | Marco Melandri (Yamaha)            | Valentino Rossi (Yamaha)                  | Valentino Rossi (Yamaha)                    |
|        |      |         |             |                                            |                                             |                                    |                                           |                                             |
| 75     | 2005 | Assen   | 125 cc      | Gábor Talmácsi (KTM)                       | Héctor Faubel (Aprilia)                     | Mattia Pasini (Aprilia)            | Mika Kallio (KTM)                         | Héctor Faubel (Aprilia)                     |
| 75     | 2005 | Assen   | 250 cc      | Sebastián Porto (Aprilia)                  | Dani Pedrosa (Honda)                        | Jorge Lorenzo (Honda)              | Jorge Lorenzo (Honda)                     | Sebastián Porto (Aprilia)                   |
| 75     | 2005 | Assen   | MotoGP      | Valentino Rossi (Yamaha)                   | Marco Melandri (Honda)                      | Colin Edwards (Yamaha)             | Valentino Rossi (Yamaha)                  | Valentino Rossi (Yamaha)                    |
|        |      |         |             |                                            |                                             |                                    |                                           |                                             |
| 76     | 2006 | Assen   | 125 cc      | Mika Kallio (KTM)                          | Sergio Gadea (Aprilia)                      | Álvaro Bautista (Aprilia)          | Mika Kallio (KTM)                         | Sergio Gadea (Aprilia)                      |
| 76     | 2006 | Assen   | 250 cc      | Jorge Lorenzo (Aprilia)                    | Alex de Angelis (Aprilia)                   | Andrea Dovizioso (Honda)           | Jorge Lorenzo (Aprilia)                   | Jorge Lorenzo (Aprilia)                     |
| 76     | 2006 | Assen   | MotoGP      | Nicky Hayden (Honda)                       | Shinya Nakano (Kawasaki)                    | Dani Pedrosa (Honda)               | John Hopkins (Suzuki)                     | Nicky Hayden (Honda)                        |
|        |      |         |             |                                            |                                             |                                    |                                           |                                             |
| 77     | 2007 | Assen   | 125 cc      | Mattia Pasini (Aprilia)                    | Héctor Faubel (Aprilia)                     | Gábor Talmácsi (Aprilia)           | Mattia Pasini (Aprilia)                   | Héctor Faubel (Aprilia)                     |
| 77     | 2007 | Assen   | 250 cc      | Jorge Lorenzo (Aprilia)                    | Alex de Angelis (Aprilia)                   | Álvaro Bautista (Aprilia)          | Jorge Lorenzo (Aprilia)                   | Alex de Angelis (Aprilia)                   |
| 77     | 2007 | Assen   | MotoGP      | Valentino Rossi (Yamaha)                   | Casey Stoner (Ducati)                       | Nicky Hayden (Honda)               | Chris Vermeulen (Suzuki)                  | Valentino Rossi (Yamaha)                    |
|        |      |         |             |                                            |                                             |                                    |                                           |                                             |
| 78     | 2008 | Assen   | 125 cc      | Gábor Talmácsi (Aprilia)                   | Joan Olivé (Derbi)                          | Simone Corsi (Aprilia)             | Simone Corsi (Aprilia)                    | Mike Di Meglio (Derbi)                      |
| 78     | 2008 | Assen   | 250 cc      | Álvaro Bautista (Aprilia)                  | Thomas Lüthi (Aprilia)                      | Marco Simoncelli (Gilera)          | Álvaro Bautista (Aprilia)                 | Álvaro Bautista (Aprilia)                   |
| 78     | 2008 | Assen   | MotoGP      | Casey Stoner (Ducati)                      | Dani Pedrosa (Honda)                        | Colin Edwards (Yamaha)             | Casey Stoner (Ducati)                     | Casey Stoner (Ducati)                       |
|        |      |         |             |                                            |                                             |                                    |                                           |                                             |
| 79     | 2009 | Assen   | 125 cc      | Sergio Gadea (Aprilia)                     | Julián Simón (Aprilia)                      | Bradley Smith (Aprilia)            | Sandro Cortese (Derbi)                    | Julián Simón (Aprilia)                      |
| 79     | 2009 | Assen   | 250 cc      | Hiroshi Aoyama (Honda)                     | Héctor Barberá (Aprilia)                    | Marco Simoncelli (Gilera)          | Héctor Barberá (Aprilia)                  | Hiroshi Aoyama (Honda)                      |
| 79     | 2009 | Assen   | MotoGP      | Valentino Rossi (Yamaha)                   | Jorge Lorenzo (Yamaha)                      | Casey Stoner (Ducati)              | Valentino Rossi (Yamaha)                  | Valentino Rossi (Yamaha)                    |
|        |      |         |             |                                            |                                             |                                    |                                           |                                             |
| 80     | 2010 | Assen   | 125 cc      | Marc Márquez (Derbi)                       | Nicolás Terol (Aprilia)                     | Pol Espargaró (Derbi)              | Marc Márquez (Derbi)                      | Nicolás Terol (Aprilia)                     |
| 80     | 2010 | Assen   | Moto2       | Andrea Iannone (Speed Up)                  | Toni Elías (Moriwaki)                       | Thomas Lüthi (Moriwaki)            | Andrea Iannone (Speed Up)                 | Andrea Iannone (Speed Up)                   |
| 80     | 2010 | Assen   | MotoGP      | Jorge Lorenzo (Yamaha)                     | Dani Pedrosa (Honda)                        | Casey Stoner (Ducati)              | Jorge Lorenzo (Yamaha)                    | Dani Pedrosa (Honda)                        |
|        |      |         |             |                                            |                                             |                                    |                                           |                                             |
| 81     | 2011 | Assen   | 125 cc      | Maverick Viñales (Aprilia)                 | Luis Salom (Aprilia)                        | Sergio Gadea (Aprilia)             | Maverick Viñales (Aprilia)                | Maverick Viñales (Aprilia)                  |
| 81     | 2011 | Assen   | Moto2       | Marc Márquez (Suter)                       | Kenan Sofuoğlu (Suter)                      | Bradley Smith (Tech 3)             | Stefan Bradl (Kalex)                      | Pol Espargaró (FTR)                         |
| 81     | 2011 | Assen   | MotoGP      | Ben Spies (Yamaha)                         | Casey Stoner (Honda)                        | Andrea Dovizioso (Honda)           | Marco Simoncelli (Honda)                  | Ben Spies (Yamaha)                          |
|        |      |         |             |                                            |                                             |                                    |                                           |                                             |
| 82     | 2012 | Assen   | Moto3       | Maverick Viñales (FTR Honda)               | Sandro Cortese (KTM)                        | Danny Kent (KTM)                   | Sandro Cortese (KTM)                      | Zulfahmi Khairuddin (KTM)                   |
| 82     | 2012 | Assen   | Moto2       | Marc Márquez (Suter)                       | Andrea Iannone (Speed Up)                   | Scott Redding (Kalex)              | Marc Márquez (Suter)                      | Marc Márquez (Suter)                        |
| 82     | 2012 | Assen   | MotoGP      | Casey Stoner (Honda)                       | Dani Pedrosa (Honda)                        | Andrea Dovizioso (Yamaha)          | Casey Stoner (Honda)                      | Dani Pedrosa (Honda)                        |
|        |      |         |             |                                            |                                             |                                    |                                           |                                             |
| 83     | 2013 | Assen   | Moto3       | Luis Salom (KTM)                           | Maverick Viñales (KTM)                      | Álex Rins (KTM)                    | Miguel Oliveira (Mahindra)                | Miguel Oliveira (Mahindra)                  |
| 83     | 2013 | Assen   | Moto2       | Pol Espargaró (Kalex)                      | Scott Redding (Kalex)                       | Dominique Aegerter (Suter)         | Pol Espargaró (Kalex)                     | Pol Espargaró (Kalex)                       |
| 83     | 2013 | Assen   | MotoGP      | Valentino Rossi (Yamaha)                   | Marc Márquez (Honda)                        | Cal Crutchlow (Yamaha)             | Cal Crutchlow (Yamaha)                    | Valentino Rossi (Yamaha)                    |
|        |      |         |             |                                            |                                             |                                    |                                           |                                             |
| 84     | 2014 | Assen   | Moto3       | Álex Márquez (Honda)                       | Álex Rins (Honda)                           | Miguel Oliveira (Mahindra)         | Jack Miller (KTM)                         | Romano Fenati (KTM)                         |
| 84     | 2014 | Assen   | Moto2       | Anthony West (Speed Up)                    | Maverick Viñales (Kalex)                    | Mika Kallio (Kalex)                | Esteve Rabat (Kalex)                      | Dominique Aegerter (Suter)                  |
| 84     | 2014 | Assen   | MotoGP      | Marc Márquez (Honda)                       | Andrea Dovizioso (Ducati)                   | Dani Pedrosa (Honda)               | Aleix Espargaró (Forward Yamaha)          | Marc Márquez (Honda)                        |
|        |      |         |             |                                            |                                             |                                    |                                           |                                             |
| 85     | 2015 | Assen   | Moto3       | Miguel Oliveira (KTM)                      | Fabio Quartararo (Honda)                    | Danny Kent (Honda)                 | Enea Bastianini (Honda)                   | Jorge Navarro (Honda)                       |
| 85     | 2015 | Assen   | Moto2       | Johann Zarco (Kalex)                       | Esteve Rabat (Kalex)                        | Sam Lowes (Speed Up)               | Johann Zarco (Kalex)                      | Esteve Rabat (Kalex)                        |
| 85     | 2015 | Assen   | MotoGP      | Valentino Rossi (Yamaha)                   | Marc Márquez (Honda)                        | Jorge Lorenzo (Yamaha)             | Valentino Rossi (Yamaha)                  | Marc Márquez (Honda)                        |
|        |      |         |             |                                            |                                             |                                    |                                           |                                             |
| 86     | 2016 | Assen   | Moto3       | Francesco Bagnaia (Mahindra)               | Fabio Di Giannantonio (Honda)               | Andrea Migno (KTM)                 | Enea Bastianini (Honda)                   | Arón Canet (Honda)                          |
| 86     | 2016 | Assen   | Moto2       | Takaaki Nakagami (Kalex)                   | Johann Zarco (Kalex)                        | Franco Morbidelli (Kalex)          | Thomas Lüthi (Kalex)                      | Takaaki Nakagami (Kalex)                    |
| 86     | 2016 | Assen   | MotoGP      | Jack Miller (Honda)                        | Marc Márquez (Honda)                        | Scott Redding (Ducati)             | Andrea Dovizioso (Ducati)                 | Danilo Petrucci (Ducati)                    |
|        |      |         |             |                                            |                                             |                                    |                                           |                                             |
| 87     | 2017 | Assen   | Moto3       | Arón Canet (Honda)                         | Romano Fenati (Honda)                       | John McPhee (Honda)                | Jorge Martín (Honda)                      | Arón Canet (Honda)                          |
| 87     | 2017 | Assen   | Moto2       | Franco Morbidelli (Kalex)                  | Thomas Lüthi (Kalex)                        | Takaaki Nakagami (Kalex)           | Franco Morbidelli (Kalex)                 | Franco Morbidelli (Kalex)                   |
| 87     | 2017 | Assen   | MotoGP      | Valentino Rossi (Yamaha)                   | Danilo Petrucci (Ducati)                    | Marc Márquez (Honda)               | Johann Zarco (Yamaha)                     | Scott Redding (Ducati)                      |
|        |      |         |             |                                            |                                             |                                    |                                           |                                             |
| 88     | 2018 | Assen   | Moto3       | Jorge Martín (Honda)                       | Arón Canet (Honda)                          | Enea Bastianini (Honda)            | Jorge Martín (Honda)                      | Arón Canet (Honda)                          |
| 88     | 2018 | Assen   | Moto2       | Francesco Bagnaia (Kalex)                  | Fabio Quartararo (Speed Up)                 | Álex Márquez (Kalex)               | Francesco Bagnaia (Kalex)                 | Lorenzo Baldassarri (Kalex)                 |
| 88     | 2018 | Assen   | MotoGP      | Marc Márquez (Honda)                       | Álex Rins (Suzuki)                          | Maverick Viñales (Yamaha)          | Marc Márquez (Honda)                      | Maverick Viñales (Yamaha)                   |
|        |      |         |             |                                            |                                             |                                    |                                           |                                             |
| 89     | 2019 | Assen   | Moto3       | Tony Arbolino (Honda)                      | Lorenzo Dalla Porta (Honda)                 | Jakub Kornfeil (KTM)               | Niccolò Antonelli (Honda                  | Dennis Foggia (KTM)                         |
| 89     | 2019 | Assen   | Moto2       | Augusto Fernández (Kalex)                  | Brad Binder (KTM)                           | Luca Marini (Kalex)                | Remy Gardner (Kalex)                      | Augusto Fernández (Kalex)                   |
| 89     | 2019 | Assen   | MotoGP      | Maverick Viñales (Yamaha)                  | Marc Márquez (Honda)                        | Fabio Quartararo (Yamaha)          | Fabio Quartararo (Yamaha)                 | Marc Márquez (Honda)                        |
|        |      |         |             |                                            |                                             |                                    |                                           |                                             |
| 90     | 2021 | Assen   | MotoE       | Eric Granado (Energica)                    | Jordi Torres (Energica)                     | Alessandro Zaccone (Energica)      | Eric Granado (Energica)                   | Eric Granado (Energica)                     |
| 90     | 2021 | Assen   | Moto3       | Dennis Foggia (Honda)                      | Sergio García (GasGas)                      | Romano Fenati (Husqvarna)          | Jeremy Alcoba (Honda)                     | Pedro Acosta (KTM)                          |
| 90     | 2021 | Assen   | Moto2       | Raúl Fernández (Kalex)                     | Remy Gardner (Kalex)                        | Augusto Fernández (Kalex)          | Raúl Fernández (Kalex)                    | Raúl Fernández (Kalex)                      |
| 90     | 2021 | Assen   | MotoGP      | Fabio Quartararo (Yamaha)                  | Maverick Viñales (Yamaha)                   | Joan Mir (Suzuki)                  | Maverick Viñales (Yamaha)                 | Fabio Quartararo (Yamaha)                   |
|        |      |         |             |                                            |                                             |                                    |                                           |                                             |
| 91     | 2022 | Assen   | MotoE       | Dominique Aegerter (Energica)              | Eric Granado (Energica)                     | Mattia Casadei (Energica)          | Dominique Aegerter (Energica)             | Eric Granado (Energica)                     |
| 91     | 2022 | Assen   | MotoE       | Eric Granado (Energica)                    | Dominique Aegerter (Energica)               | Mattia Casadei (Energica)          | Dominique Aegerter (Energica)             | Eric Granado (Energica)                     |
| 91     | 2022 | Assen   | Moto3       | Ayumu Sasaki (Husqvarna)                   | Izan Guevara (GasGas)                       | Sergio García (GasGas)             | Ayumu Sasaki (Husqvarna)                  | John McPhee (Husqvarna)                     |
| 91     | 2022 | Assen   | Moto2       | Augusto Fernández (Kalex)                  | Ai Ogura (Kalex)                            | Jake Dixon (Kalex)                 | Jake Dixon (Kalex)                        | Celestino Vietti (Kalex)                    |
| 91     | 2022 | Assen   | MotoGP      | Francesco Bagnaia (Ducati)                 | Marco Bezzecchi (Ducati)                    | Maverick Viñales (Aprilia)         | Francesco Bagnaia (Ducati)                | Aleix Espargaró (Aprilia)                   |
|        |      |         |             |                                            |                                             |                                    |                                           |                                             |
| 92     | 2023 | Assen   | MotoE       | Matteo Ferrari (Ducati)                    | Jordi Torres (Ducati)                       | Randy Krummenacher (Ducati)        | Jordi Torres (Ducati)                     | Jordi Torres (Ducati)                       |
| 92     | 2023 | Assen   | MotoE       | Matteo Ferrari (Ducati)                    | Jordi Torres (Ducati)                       | Mattia Casadei (Ducati)            | Jordi Torres (Ducati)                     | Mattia Casadei (Ducati)                     |
| 92     | 2023 | Assen   | Moto3       | Jaume Masiá (Honda)                        | Ayumu Sasaki (Husqvarna)                    | Deniz Öncü (KTM)                   | David Muñoz (KTM)                         | Iván Ortolá (KTM)                           |
| 92     | 2023 | Assen   | Moto2       | Jake Dixon (Kalex)                         | Ai Ogura (Kalex)                            | Pedro Acosta (Kalex)               | Alonso López (Boscoscuro)                 | Jake Dixon (Kalex)                          |
| 92     | 2023 | Assen   | MotoGP      | Francesco Bagnaia (Ducati)                 | Marco Bezzecchi (Ducati)                    | Aleix Espargaró (Aprilia)          | Marco Bezzecchi (Ducati)                  | Jorge Martín (Ducati)                       |
|        |      |         |             |                                            |                                             |                                    |                                           |                                             |
| 93     | 2024 | Assen   | MotoE       | Héctor Garzó (Ducati)                      | Alessandro Zaccone (Ducati)                 | Óscar Gutiérrez (Ducati)           | Alessandro Zaccone (Ducati)               | Óscar Gutiérrez (Ducati)                    |
| 93     | 2024 | Assen   | MotoE       | Alessandro Zaccone (Ducati)                | Óscar Gutiérrez (Ducati)                    | Héctor Garzó (Ducati)              | Alessandro Zaccone (Ducati)               | Alessandro Zaccone (Ducati)                 |
| 93     | 2024 | Assen   | Moto3       | Iván Ortolá (KTM)                          | Collin Veijer (Husqvarna)                   | David Muñoz (KTM)                  | Ángel Piqueras (Honda)                    | Adrián Fernández (Honda)                    |
| 93     | 2024 | Assen   | Moto2       | Ai Ogura (Boscoscuro)                      | Fermín Aldeguer (Boscoscuro)                | Sergio García (Boscoscuro)         | Fermín Aldeguer (Boscoscuro)              | Sergio García (Boscoscuro)                  |
| 93     | 2024 | Assen   | MotoGP      | Francesco Bagnaia (Ducati)                 | Jorge Martín (Ducati)                       | Enea Bastianini (Ducati)           | Francesco Bagnaia (Ducati)                | Francesco Bagnaia (Ducati)                  |
|        |      |         |             |                                            |                                             |                                    |                                           |                                             |
| 94     | 2025 | Assen   | MotoE       | Andrea Mantovani (Ducati)                  | Alessandro Zaccone (Ducati)                 | Jordi Torres (Ducati)              | Mattia Casadei (Ducati)                   | Andrea Mantovani (Ducati)                   |
| 94     | 2025 | Assen   | MotoE       | Alessandro Zaccone (Ducati)                | Andrea Mantovani (Ducati)                   | Lorenzo Baldassarri (Ducati)       | Mattia Casadei (Ducati)                   | Alessandro Zaccone (Ducati)                 |
| 94     | 2025 | Assen   | Moto3       | José Antonio Rueda (KTM)                   | David Muñoz (KTM)                           | Valentín Perrone (KTM)             | José Antonio Rueda (KTM)                  | Joel Kelso (KTM)                            |
| 94     | 2025 | Assen   | Moto2       | Diogo Moreira (Kalex)                      | Arón Canet (Kalex)                          | Manuel González (Kalex)            | Diogo Moreira (Kalex)                     | Diogo Moreira (Kalex)                       |
| 94     | 2025 | Assen   | MotoGP      | Marc Márquez (Ducati)                      | Marco Bezzecchi (Aprilia)                   | Francesco Bagnaia (Ducati)         | Fabio Quartararo (Yamaha)                 | Francesco Bagnaia (Ducati)                  |

## Aantal overwinningen per land
Bijgewerkt tot en met 25 juni 2017
| Plaats |    | Land                |
| ------ | -- | ------------------- |
| 1.     | 21 | Italië              |
| 2.     | 15 | Verenigd Koninkrijk |
| 3.     | 10 | Verenigde Staten    |
|        | 10 | Australië           |
| 5.     | 3  | Zuid-Rhodesië       |
|        | 3  | Spanje              |
| 7.     | 2  | Nederland           |
| 8.     | 1  | Venezuela           |
|        | 1  | Japan               |
|        | 1  | Brazilië            |

| Plaats |    | Land                |
| ------ | -- | ------------------- |
| 1.     | 20 | Italië              |
| 2.     | 10 | Verenigd Koninkrijk |
| 3.     | 8  | Duitsland           |
| 4.     | 7  | Spanje              |
| 5.     | 4  | Venezuela           |
|        | 4  | Japan               |
| 7.     | 3  | Zuid-Rhodesië       |
|        | 3  | Verenigde Staten    |
| 9.     | 2  | Argentinië          |
|        | 2  | Australië           |
| 11.    | 1  | Zwitserland         |
|        | 1  | Frankrijk           |

| Plaats |    | Land                |
| ------ | -- | ------------------- |
| 1.     | 21 | Italië              |
| 2.     | 20 | Spanje              |
| 3.     | 6  | Duitsland           |
| 4.     | 5  | Verenigd Koninkrijk |
| 5.     | 3  | Japan               |
| 6.     | 2  | Zwitserland         |
|        | 2  | Hongarije           |
| 8.     | 1  | Nederland           |
|        | 1  | Oostenrijk          |
|        | 1  | Australië           |
|        | 1  | Zuid-Rhodesië       |
|        | 1  | Nieuw-Zeeland       |
|        | 1  | Canada              |
|        | 1  | Finland             |
|        | 1  | Portugal            |

## Aantal overwinningen per merk (Vanaf 1925)
Bijgewerkt tot en met 25 juni 2017
| Plaats |   | Merk     |
| ------ | - | -------- |
| 1.     | 7 | Kreidler |
| 2.     | 4 | Derbi    |
| 3.     | 3 | Suzuki   |
|        | 3 | Honda    |
|        | 3 | Bultaco  |
| 6.     | 1 | Jamathi  |
|        | 1 | Garelli  |

| Plaats |   | Merk    |
| ------ | - | ------- |
| 1.     | 4 | Derbi   |
| 2.     | 1 | Seel    |
|        | 1 | Krauser |

| Plaats |    | Merk        |
| ------ | -- | ----------- |
| 1.     | 17 | Honda       |
| 2.     | 6  | Derbi       |
|        | 6  | Aprilia     |
| 4.     | 5  | MV Agusta   |
|        | 5  | Yamaha      |
|        | 5  | Garelli     |
| 7.     | 4  | Minarelli   |
|        | 4  | Mondial     |
|        | 4  | KTM         |
| 10.    | 2  | Eysink      |
|        | 2  | NSU         |
|        | 2  | Suzuki      |
|        | 2  | Morbidelli  |
|        | 2  | MBA         |
| 15.    | 1  | Kawasaki    |
|        | 1  | Maico       |
|        | 1  | / FTR-Honda |
|        | 1  | Mahindra    |

| Plaats |   | Merk            |
| ------ | - | --------------- |
| 1.     | 3 | Excelsior       |
| 2.     | 2 | Benelli         |
| 3.     | 1 | Francis-Barnett |
|        | 1 | Rex-Acme        |
|        | 1 | DKW             |

| Plaats |    | Merk                        |
| ------ | -- | --------------------------- |
| 1.     | 14 | Honda                       |
|        | 14 | Aprilia                     |
| 3.     | 13 | Yamaha                      |
| 4.     | 7  | DKW                         |
| 5.     | 4  | MV Agusta                   |
|        | 4  | Kalex                       |
| 7.     | 3  | New Imperial                |
|        | 3  | / Aermacchi-Harley-Davidson |
|        | 3  | Kawasaki                    |
| 10.    | 2  | Excelsior                   |
|        | 2  | NSU                         |
|        | 2  | Speed Up                    |
|        | 2  | Suter                       |
| 14.    | 1  | BSA                         |
|        | 1  | Motosacoche                 |
|        | 1  | Rudge                       |
|        | 1  | Moto Guzzi                  |
|        | 1  | Mondial                     |
|        | 1  | Benelli                     |

| Plaats |    | Merk                        |
| ------ | -- | --------------------------- |
| 1.     | 12 | MV Agusta                   |
| 2.     | 9  | Norton                      |
| 3.     | 7  | Velocette                   |
| 4.     | 5  | Moto Guzzi                  |
| 5.     | 4  | Kawasaki                    |
| 6.     | 3  | Honda                       |
|        | 3  | Yamaha                      |
| 8.     | 2  | AJS                         |
| 9.     | 1  | New Imperial                |
|        | 1  | BSA                         |
|        | 1  | / Aermacchi-Harley-Davidson |
|        | 1  | DKW                         |
|        | 1  | / Bimota-Yamaha             |

| Plaats |    | Merk      |
| ------ | -- | --------- |
| 1.     | 19 | Honda     |
| 2.     | 15 | Yamaha    |
| 3.     | 14 | MV Agusta |
| 4.     | 11 | Norton    |
|        | 11 | Suzuki    |
| 6.     | 7  | Gilera    |
| 7.     | 4  | BMW       |
| 8.     | 3  | Rudge     |
| 9.     | 1  | FN        |
|        | 1  | Ducati    |

| Plaats |   | Merk  |
| ------ | - | ----- |
| 1.     | 2 | Scott |

| Plaats |   | Merk   |
| ------ | - | ------ |
| 1.     | 1 | Indian |

| Plaats |    | Merk            |
| ------ | -- | --------------- |
| 1.     | 16 | BMW             |
| 2.     | 7  | / LCR-Krauser   |
| 3.     | 5  | / LCR-Yamaha    |
| 4.     | 3  | / Schmid-Yamaha |
| 5.     | 2  | / Windle-ADM    |
| 6.     | 1  | / FCS-BMW       |
|        | 1  | Fath            |
|        | 1  | / Münch-URS     |
|        | 1  | König           |
|        | 1  | / ARO-Fath      |
|        | 1  | / Windle-Yamaha |
|        | 1  | / Seymaz-Yamaha |
|        | 1  | / LCR-Swissauto |
|        | 1  | / LCR-ADM       |
|        | 1  | / LCR-Honda     |